# مرگ‌ها در ۲۰۲۳
این نوشتار فهرستی از افراد سرشناس است که در سال ۲۰۲۳ میلادی درگذشته‌اند.
- در هر عنوان به‌ترتیب نام شخص، سن، دلیل سرشناسی، ملیت (اگر قابل تأیید باشد)، علت مرگ، و منبع آمده است.

## ژانویه

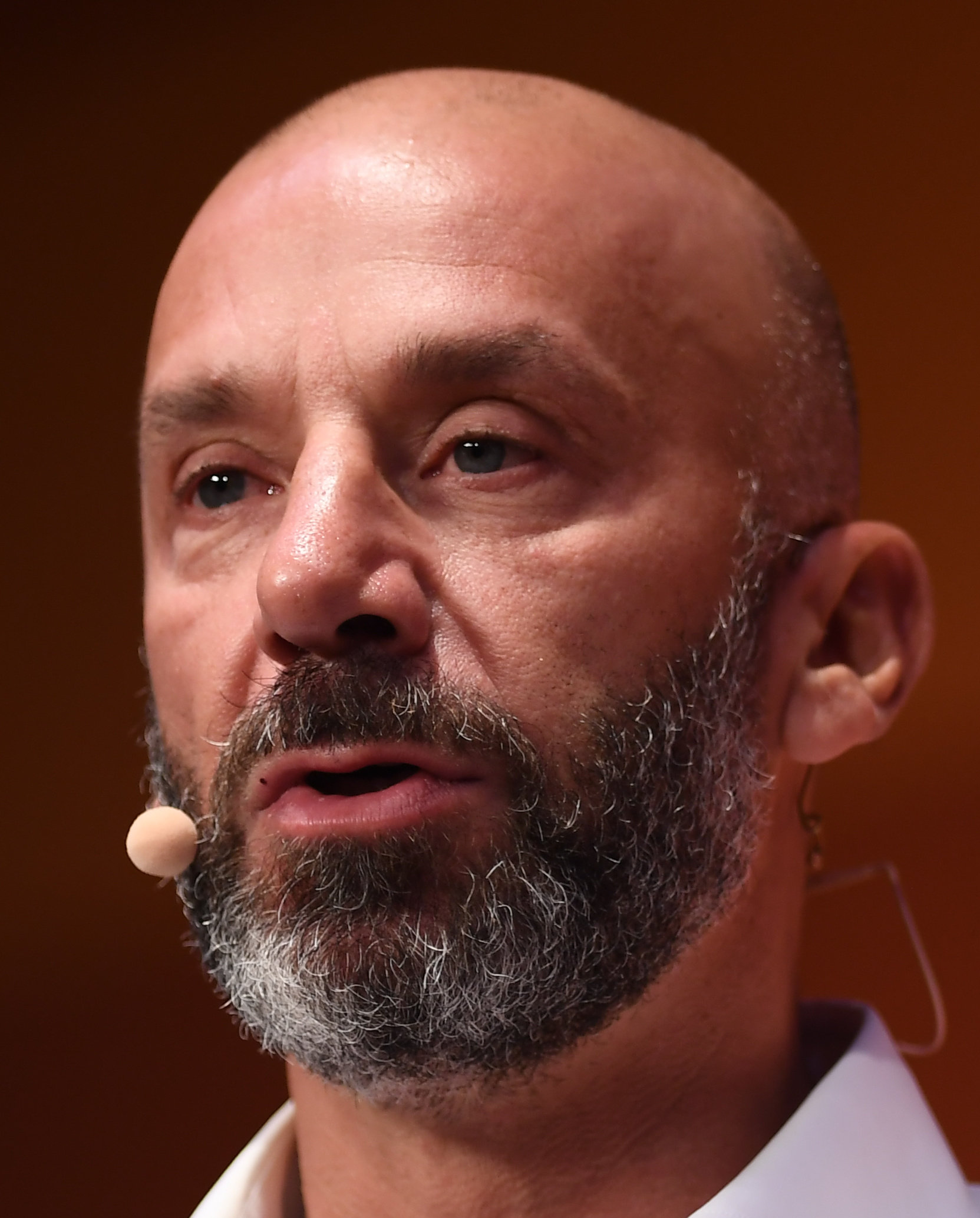
جانلوکا ویالی

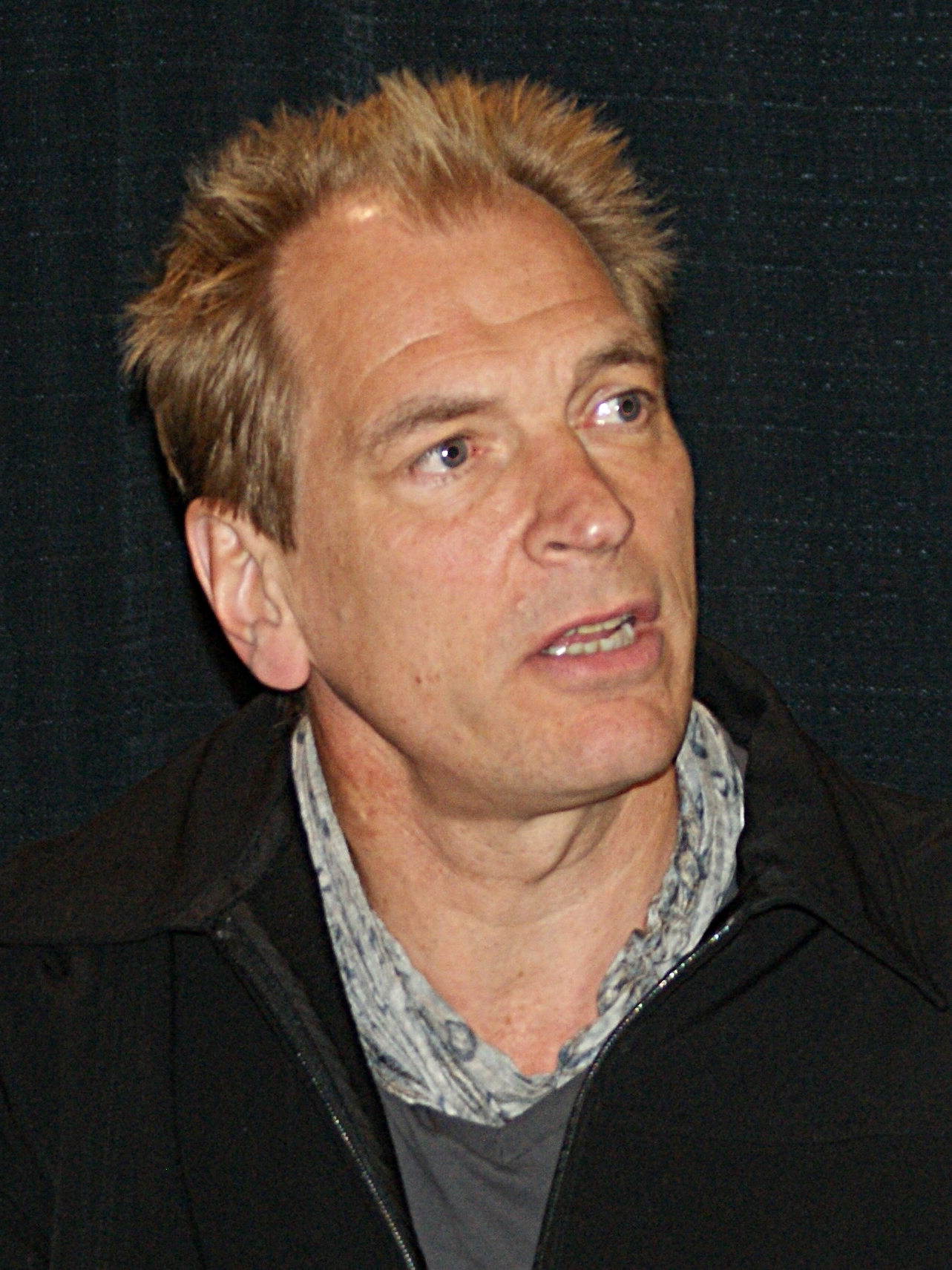
جولیان سندز

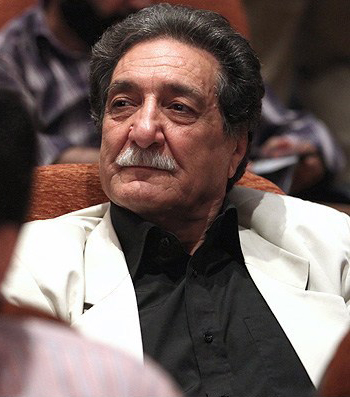
شهروز ملک آرایی

### ۱
- ‌ مارتین دیویس، ۹۴، ریاضی‌دان و استاد سابق دانشگاه نیویورک، اهل ایالات متحده آمریکا.
- فرانک مک‌گاروی، ۶۶، بازیکن فوتبال اهل اسکاتلند.

### ۳
- امبر مک‌لافلین، ۴۹، مجرم، قاتل و زن ترنس اهل ایالات متحده آمریکا که اعدام شد.

### ۶
- جانلوکا ویالی، ۵۸، بازیکن فوتبال و مربی فوتبال اهل ایتالیا.

### ۷
- محمدمهدی کرمی، شهروند اهل ایران که اعدام شد.
- سید محمد حسینی، شهروند اهل ایران که اعدام شد.

### ۸
- گئورگی شیدوکو، ۶۰، ورزشکار اهل روسیه.
- روبرتو دینامیتی، ۶۸، بازیکن فوتبال اهل برزیل.

### ۹
- ملیندا دیلون، ۸۳، بازیگر اهل ایالات متحده آمریکا.
- راینر اولریش، ۷۳، بازیکن فوتبال اهل آلمان.

### ۱۳
- جولیان سندز، ۶۵، بازیگر اهل انگلستان.

### ۱۶
- هوشنگ لطیف‌پور، ۹۰، دوبلور اهل ایران.

### ۱۹
- شهروز مُلک‌آرایی، ۸۱، دوبلور و بازیگر اهل ایران.

### ۲۳
- پاتریزیو بیلیو، ۴۸، بازیکن فوتبال اهل ایتالیا.

### ۲۵
- سیندی ویلیامز، ۷۵، بازیگر اهل ایالات متحده آمریکا.

### ۲۷
- جرارد اسکودا، ۵۰، بازیکن فوتبال اهل اسپانیا.

### ۳۰
- چارلی لوبت، ۷۷، بازیکن فوتبال اهل فرانسه.

## فوریه

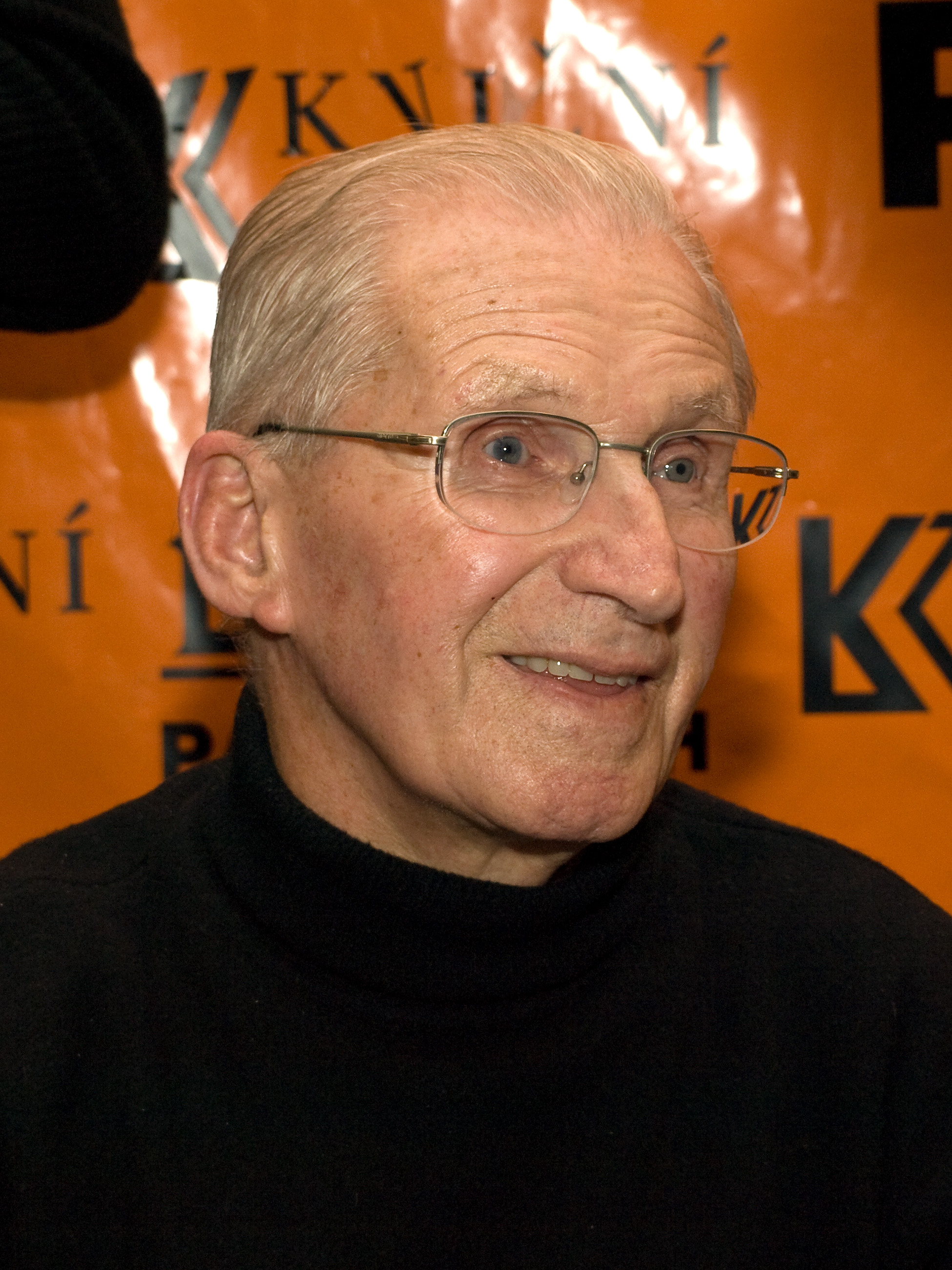
لوبومیر استروگال

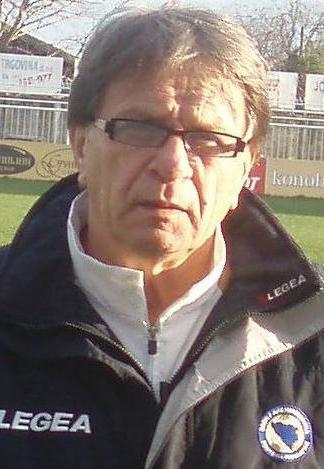
میروسلاو بلاژویچ

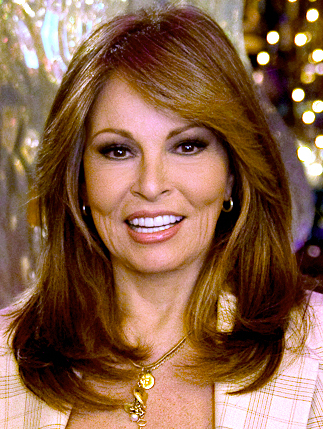
راکل ولش

### ۳
- آندریاس گیلچن، ۵۸، بازیکن فوتبال اهل آلمان غربی.

### ۶
- لوبومیر استروگال، ۹۸، سیاستمدار اهل چکسلواکی.

### ۸
- میروسلاو بلاژویچ، ۸۷، مربی و بازیکن فوتبال اهل یوگسلاوی.

### ۱۵
- راکل ولش، ۸۲، بازیگر و مدل اهل ایالات متحده آمریکا.

### ۱۶
- حسن ناهید، ۷۹، موسیقی‌دان و نوازندهٔ نی اهل ایران.
- کالین دابسون، ۸۲، مربی فوتبال اهل بریتانیا.

### ۲۱
- ایرج کلانتری، ۸۵، معمار و شهرساز اهل ایران.

### ۲۳
- جان ماتسن، ۷۷، گزارشگر فوتبال و نویسندهٔ اهل انگلستان.

### ۲۵
- شهرام عبدلی ۴۶، بازیگر اهل ایران.

### ۲۸
- سید جواد طباطبایی، ۷۷، استاد دانشگاه و پژوهشگر در زمینهٔ فلسفه، تاریخ و سیاست اهل ایران.

## مارس

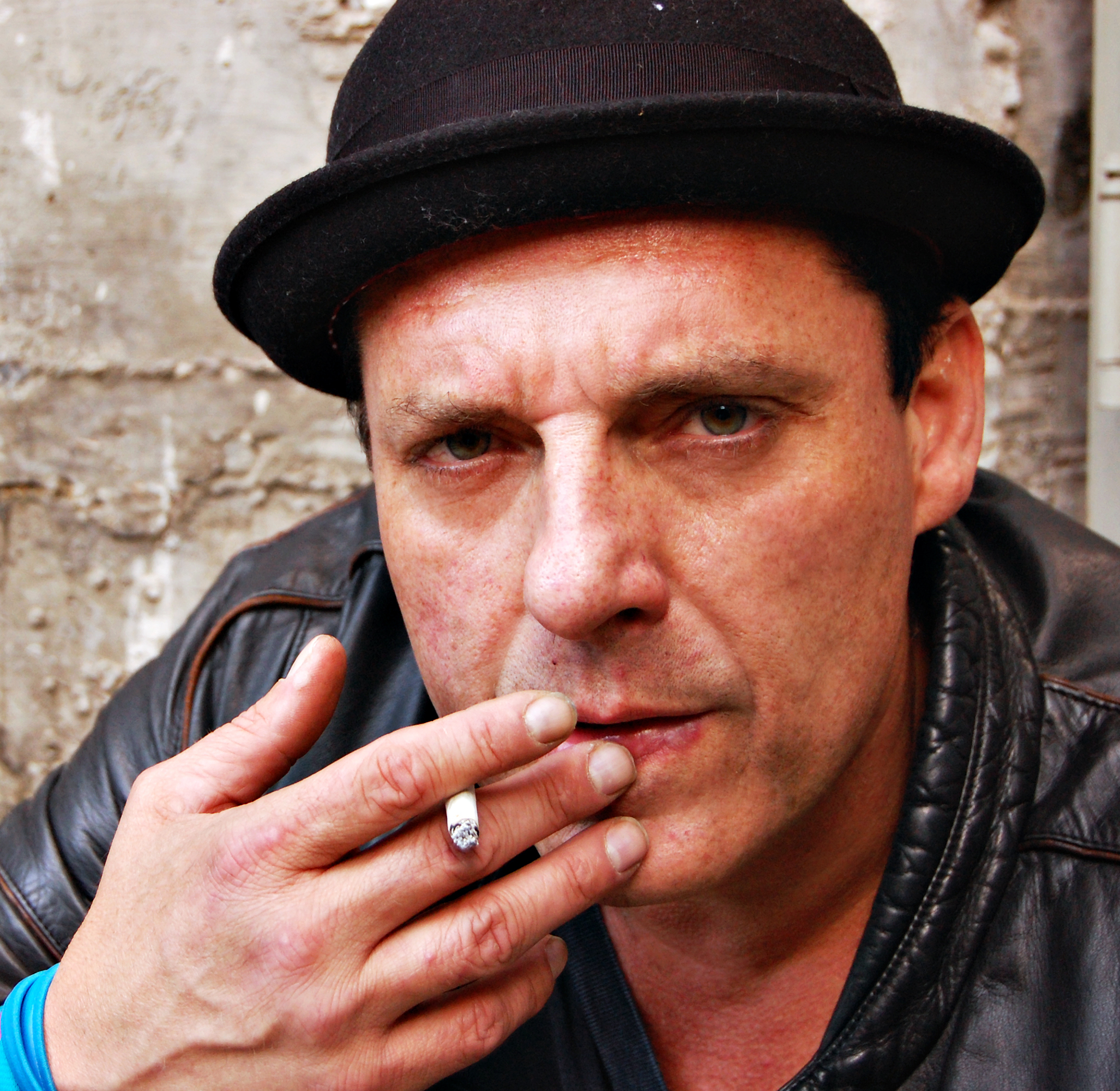
تام سایزمور

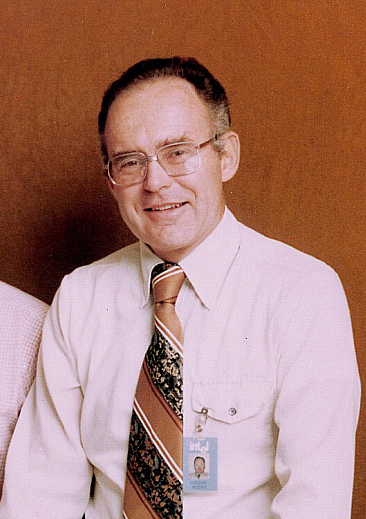
گوردون مور

### ۱
- احمد عرب، ۸۹، بازیکن فوتبال اهل فرانسه.
- ژوست فونتن، ۸۹، بازیکن فوتبال اهل فرانسه.
- ایرما سرانو، ۸۹، بازیگر و خوانندهٔ اهل مکزیک.

### ۲
- ماریا اونتو، ۵۶، بازیگر اهل آرژانتین.

### ۳
- تام سایزمور، ۶۱، بازیگر اهل ایالات متحده آمریکا.

### ۴
- رموالدو فیلیو، ۸۴، داور فوتبال اهل برزیل.

### ۵
- جواد گلپایگانی، ۷۱، بازیگر اهل ایران.
- قوی خان، ۸۰، بازیگر اهل پاکستان.

### ۷
- سالوادور فارفان، ۹۰، بازیکن فوتبال اهل مکزیک.

### ۹
- حسن غفوری‌فرد، ۷۹، سیاستمدار اهل ایران.
- عبدالله انوار، ۹۸، دانشمند و مترجم اهل ایران.
- چیکاگه اوگی، ۸۹، بازیگر و سیاستمدار اهل ژاپن.

### ۱۱
- ایگناسیو لوپز تارسو، ۹۸، بازیگر اهل مکزیک.
- غلامحسین یوسفی، ۷۵، شاعر اهل ایران.

### ۱۶
- کنجی کوساکا، ۸۳، روانپزشک اهل ژاپن.

### ۱۷
- لنس ردیک، ۶۰، موسیقی‌دان و بازیگر اهل ایالات متحده آمریکا.
- لائوریتا بالنسوئلا، ۹۲، مجری تلویزیونی و خوانندهٔ اهل اسپانیا.

### ۱۸
- هاینز اشتاینمن، ۸۵، بازیکن فوتبال اهل آلمان.

### ۲۰
- آنیتا تالاگ، ۸۵، خوانندهٔ اهل نروژ.

### ۲۱
- فرانچسکو ماسلی، ۹۲، کارگردان و فیلم‌نامه‌نویس اهل ایتالیا.

### ۲۲
- ربکا جونز، ۶۵، بازیگر اهل مکزیک.
- احمد سمیعی گیلانی، ۱۰۲، نویسنده و مترجم اهل ایران.

### ۲۴
- گوردون مور، ۹۴، تاجر و مهندس اهل ایالات متحده آمریکا.

### ۲۵
- میتسوئو کوروتسوچی، ۷۶، کارگردان و فیلم‌نامه‌نویس اهل ژاپن.

### ۲۶
- ایوانو مارسکوتی، ۷۷، بازیگر اهل ایتالیا.

### ۳۱
- آسیا وامتیوگینا، ۸۲، بازیگر اهل لهستان.

## آوریل

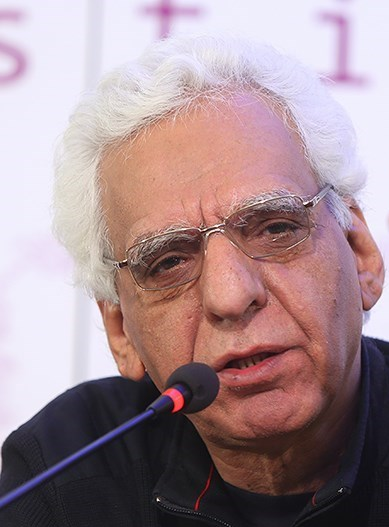
کیومرث پوراحمد

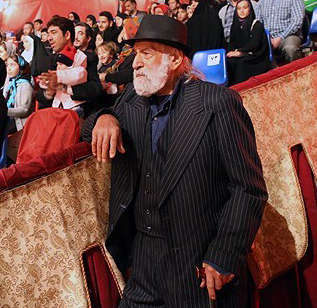
خلیل عقاب

### ۵
- کیومرث پوراحمد، ۷۳، کارگردان و نویسندهٔ اهل ایران.

### ۷
- ریچل پولاک، ۷۷، نویسندهٔ اهل ایالات متحده آمریکا.

### ۱۲
- اوتارا باوکار، ۷۸، بازیگر اهل هند.

### ۱۹
- مون‌بین، ۲۵، خواننده، بازیگر، مدل و عضو گروه کی-پاپ آسترو اهل کره جنوبی.[۱]

### ۲۰
- خلیل عقاب، ۹۹، سیرک‌باز، باستانی‌کار، پهلوان و بازیگر اهل ایران.

### ۲۶
- عباسعلی سلیمانی، ۷۵، روحانی و فقیه شیعهٔ اهل ایران.

## مه

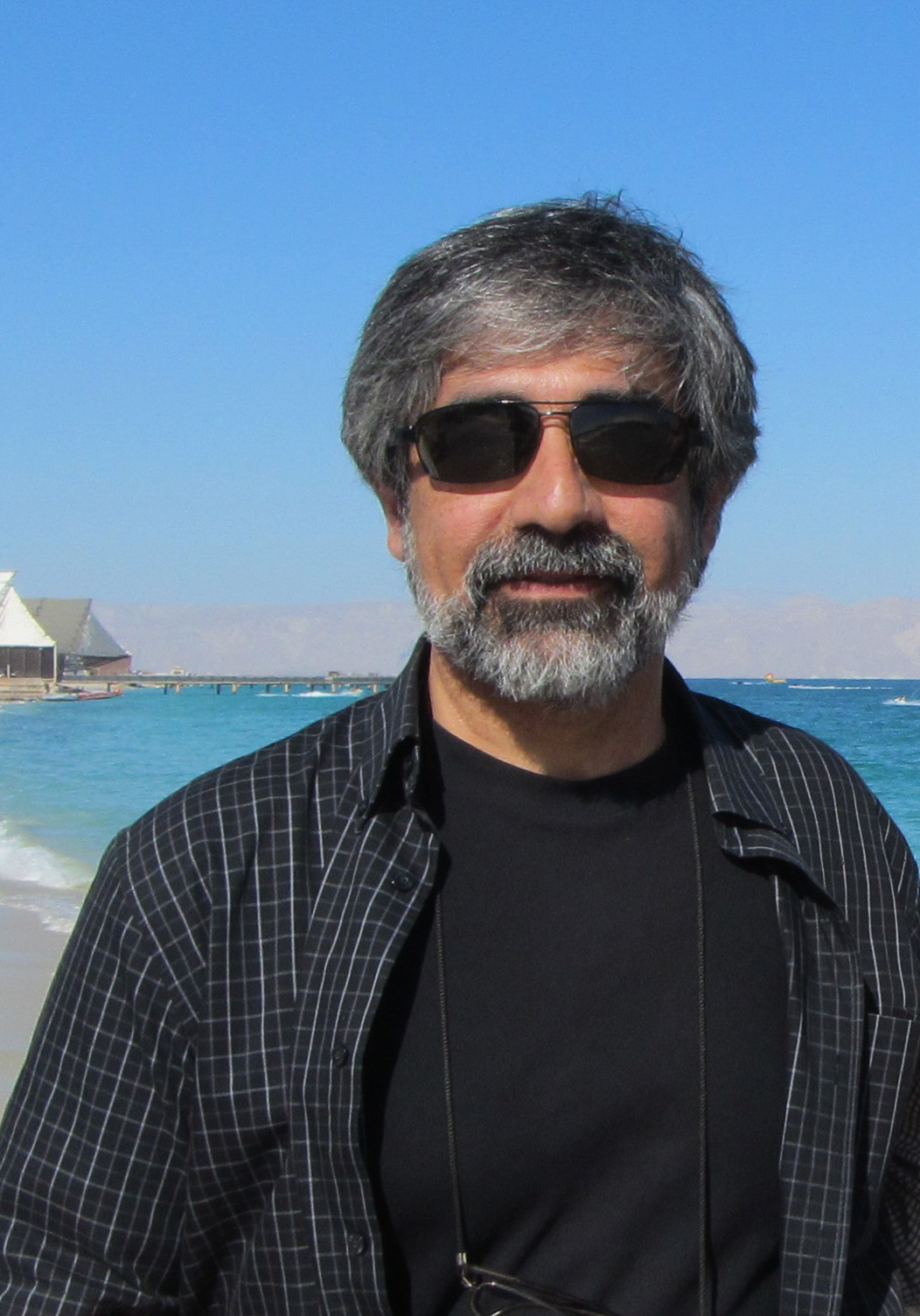
حسین زمان

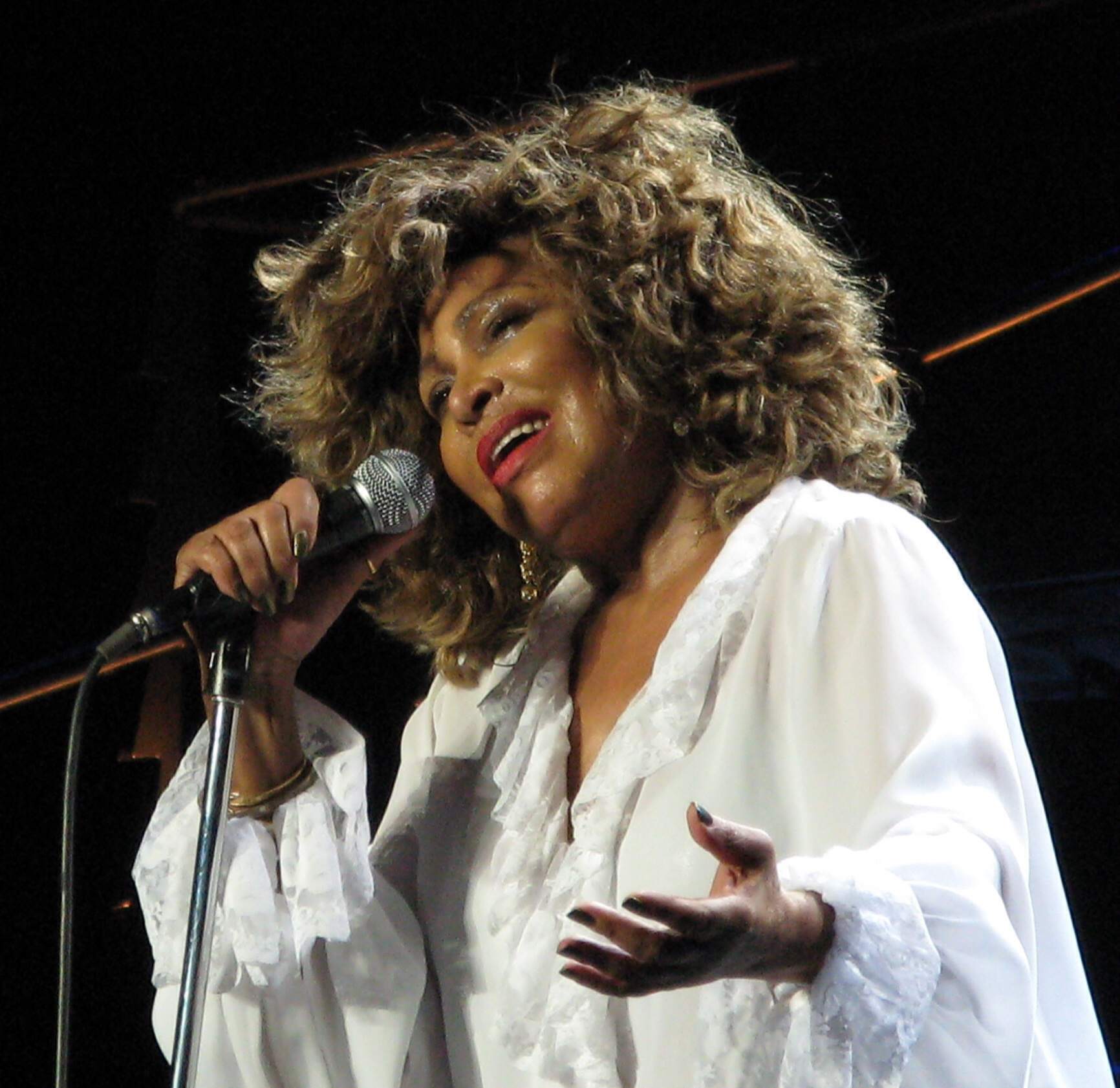
تینا ترنر

### ۲
- حسام محمودی، ۳۷، بازیگر اهل ایران.

### ۳
- آلساندرو دالاتری، ۶۸، بازیگر و کارگردان اهل ایتالیا.

### ۵
- آرسنیو ایگلاسیاس، ۹۲، بازیکن و مربی فوتبال اهل اسپانیا.
- حیدر حیدر، ۸۷، نویسندهٔ اهل سوریه.

### ۷
- دان ژانواری، ۹۳، گلف‌باز اهل ایالات متحده آمریکا.

### ۹
- جاکلین زمان، ۷۰، بازیگر اهل ایالات متحده آمریکا.

### ۱۱
- حسین زمان، ۶۴، خوانندهٔ اهل ایران.
- بری نیومن، ۹۲، بازیگر اهل ایالات متحده آمریکا.

### ۱۳
- بیل کلی، ۷۵، بازیکن فوتبال آمریکایی، اهل ایالات متحده آمریکا.

### ۱۷
- جیمز هارتل، ۸۳، فیزیک‌دان اهل ایالات متحده آمریکا.

### ۱۸
- یان اولسون، ۷۹، بازیکن فوتبال اهل سوئد.

### ۱۹
- مارتین آمیس، ۷۳، نویسندهٔ اهل بریتانیا.
- مجید کاظمی، زندانی سیاسی و معترض ایرانی بود که اعدام شد.
- سعید یعقوبی، زندانی سیاسی و معترض ایرانی بود که اعدام شد.
- صالح میرهاشمی، زندانی سیاسی و معترض ایرانی بود که اعدام شد.

### ۲۱
- لئون ایچاسو، ۷۴، کارگردان آمریکایی-کوبایی.

### ۲۳
- دیوید میتوگو، ۳۲، بازیکن فوتبال اهل گینهٔ استوایی.

### ۲۴
- تینا ترنر، ۸۳، خواننده، بازیگر و نویسندهٔ سوئیسی متولد ایالات متحده آمریکا، که به عنوان ملکهٔ راک اند رول شناخته می‌شد.

## ژوئن

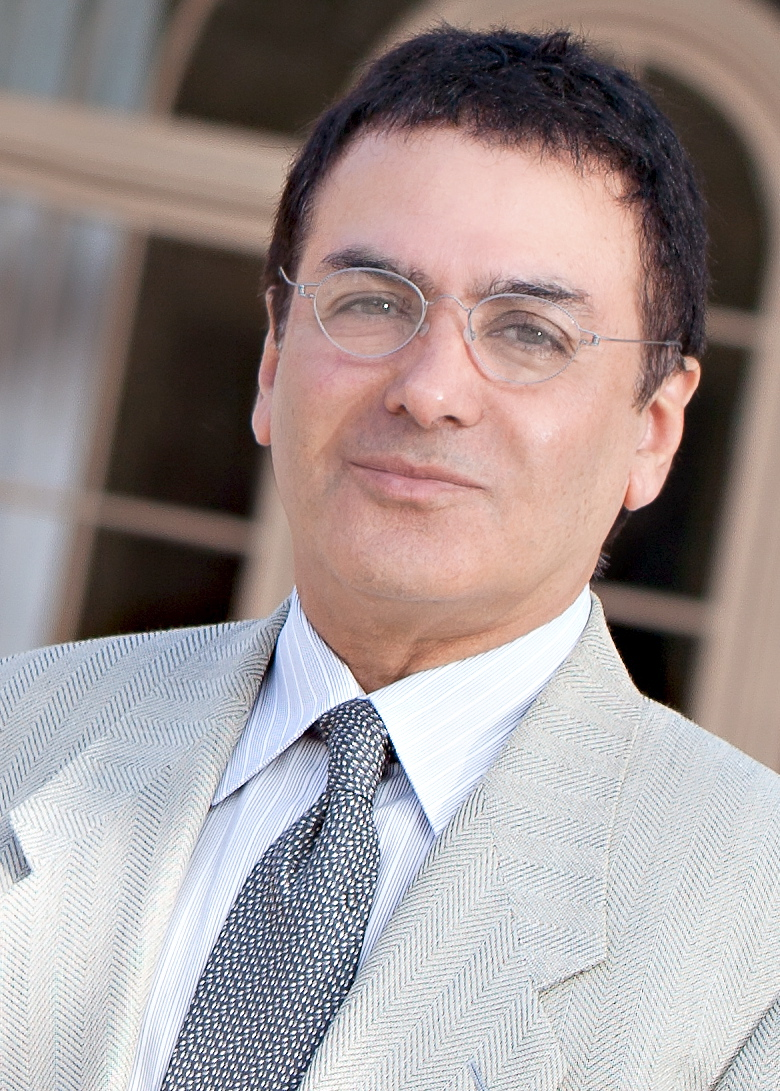
فیروز نادری

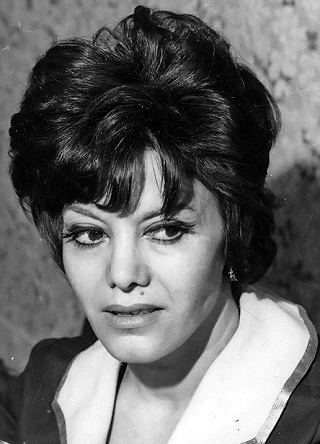
فخری خوروش

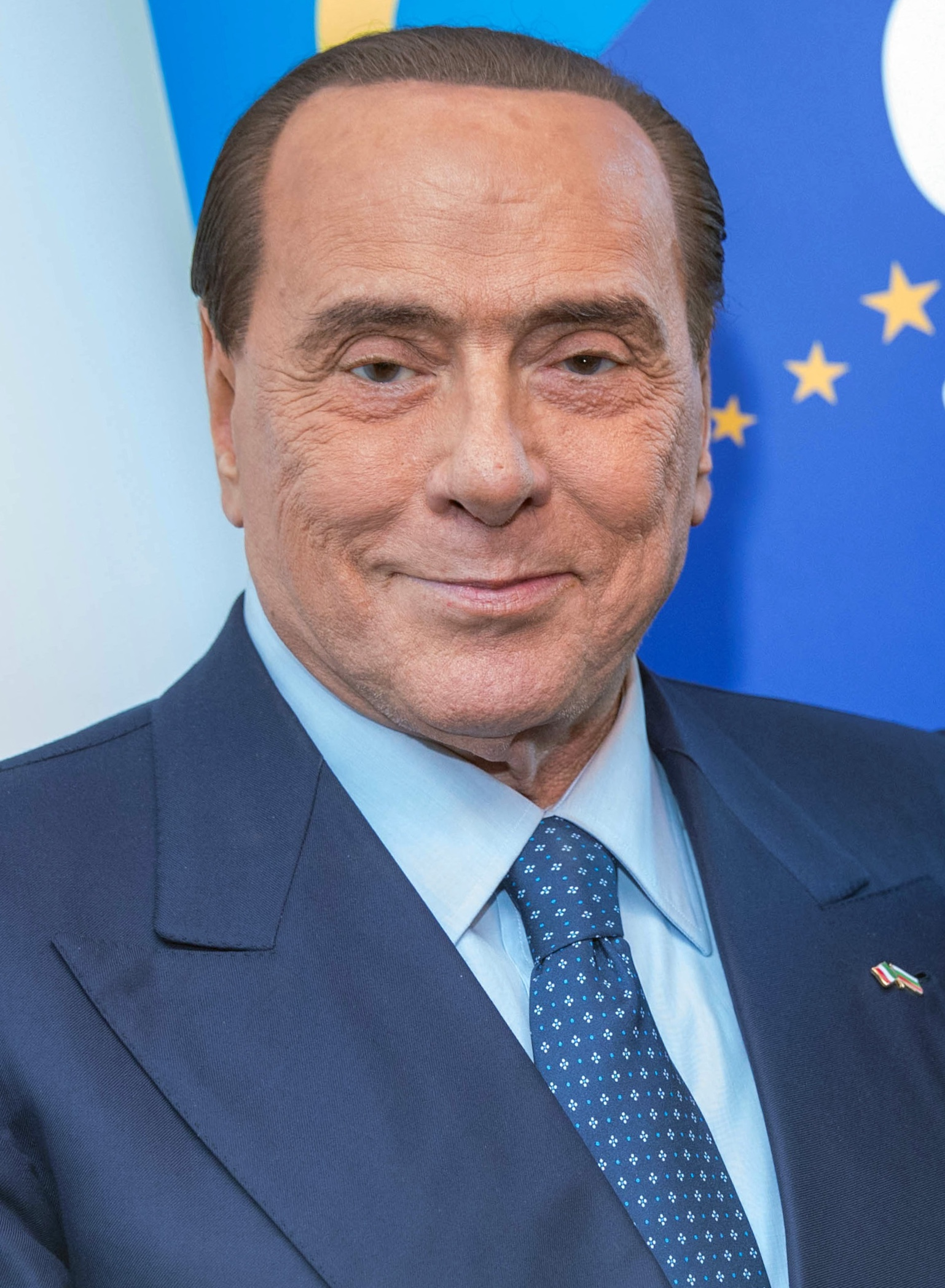
سیلویو برلوسکونی

### ۷
- شیخ آهنین، ۸۱، کشتی‌گیر حرفه‌ای و بازیگر ایرانی-آمریکایی.

### ۹
- فیروز نادری، ۷۷، دانشمند آمریکایی-ایرانی‌تبار در ناسا.

### ۱۰
- فخری خوروش، ۹۳، بازیگر اهل ایران.
- تد کزینسکی، ۸۱، ریاضیدان، آنارشیست و قاتل زنجیره‌ای اهل ایالات متحده آمریکا.

### ۱۲
- سیلویو برلوسکونی، ۸۶، سیاستمدار اهل ایتالیا.

### ۱۴
- رایموندو کروچانی، ۷۷، تدوین‌گر فیلم اهل ایتالیا.

### ۲۱
- گیرمو اسکالادا، ۸۷، بازیکن فوتبال اهل اروگوئه.

### ۳۰
- فریماه فرجامی، ۷۱، بازیگر اهل ایران.

## ژوئیه

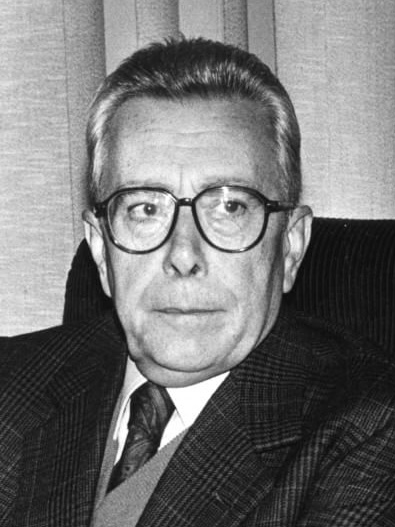
آرنالدو فورلینی

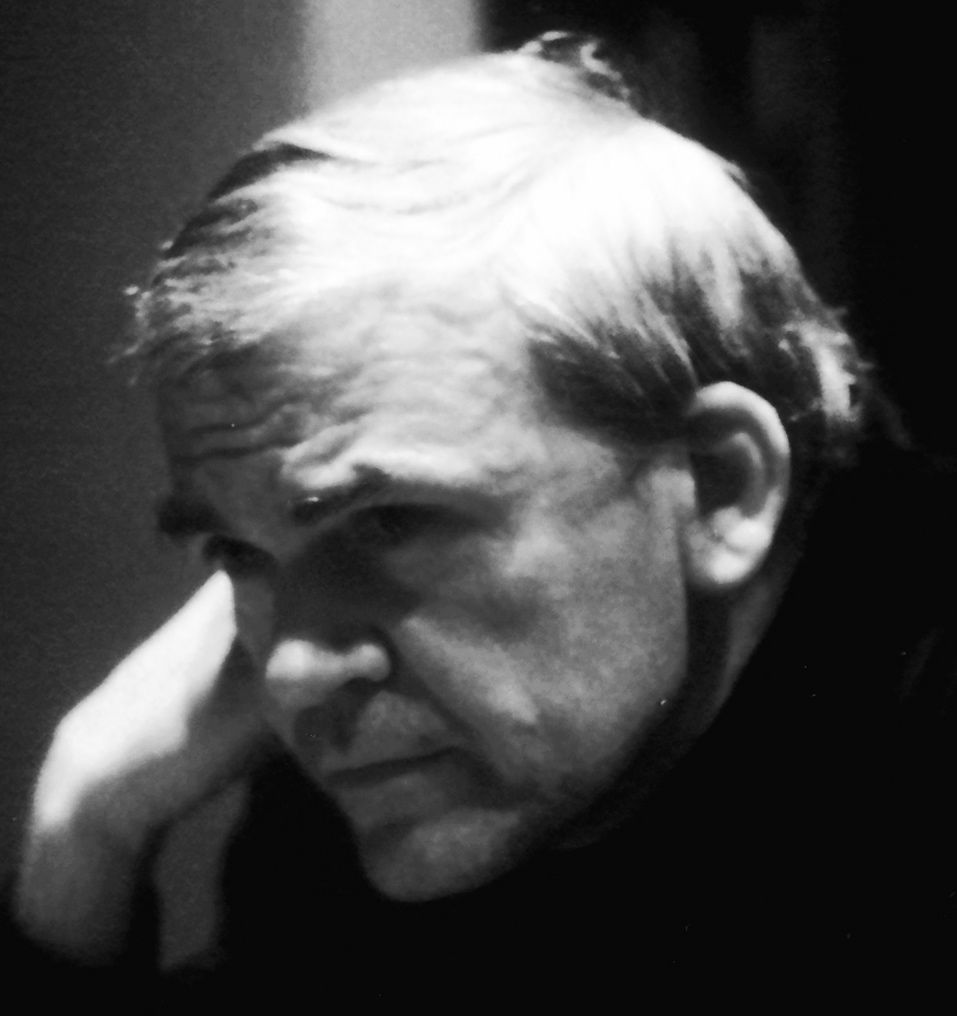
میلان کوندرا

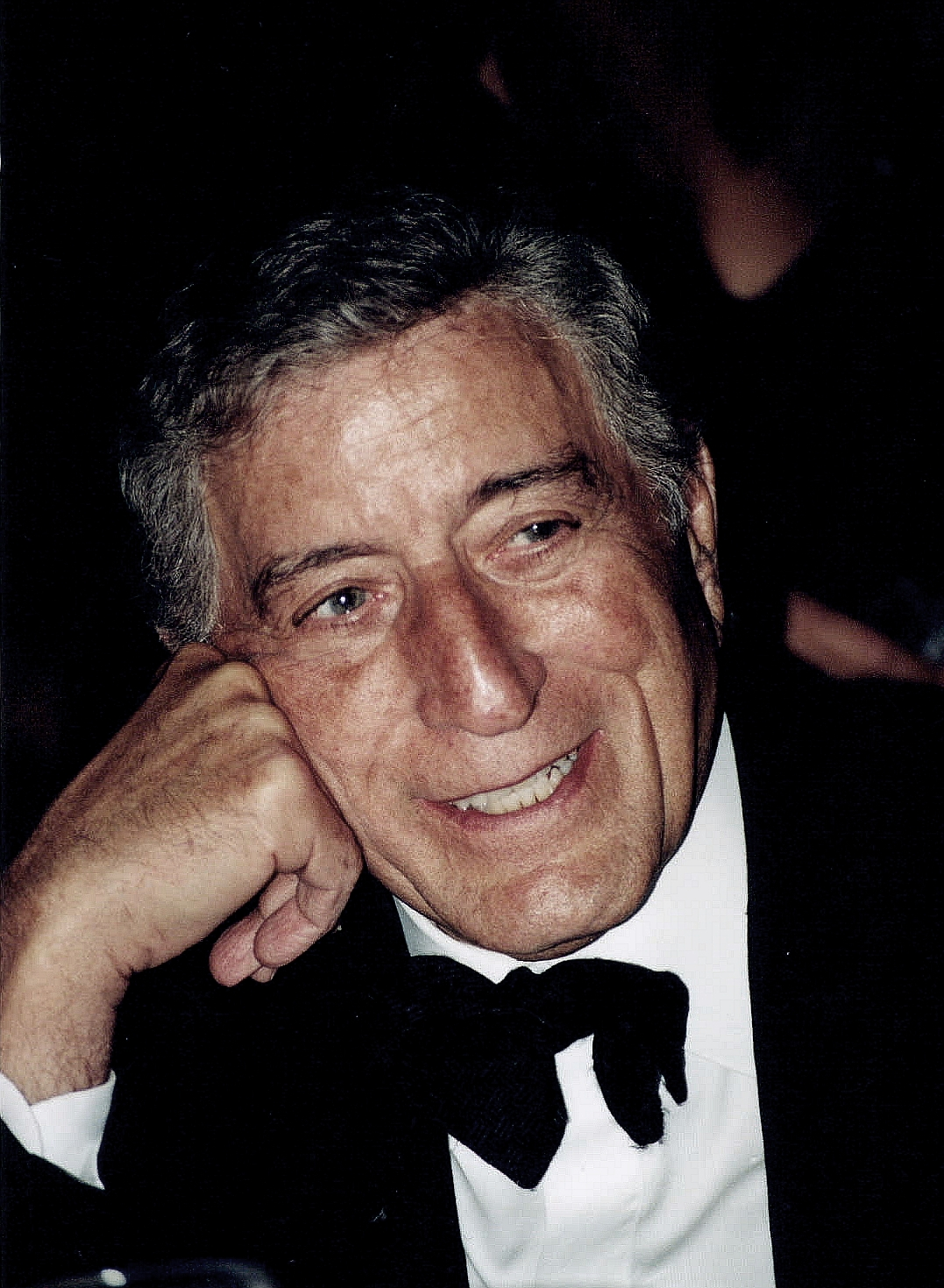
تونی بنت

### ۱
- کریستیان دالژه، ۷۳، بازیکن و مربی فوتبال اهل فرانسه.
- رابرت لیبرمن، ۷۵، کارگردان اهل ایالات متحده آمریکا.

### ۴
- اولریش براون، ۸۱، بازیکن فوتبال اهل آلمان.

### ۵
- کیت بال، ۸۲، بازیکن فوتبال اهل بریتانیا.

### ۶
- آرنالدو فورلینی، ۹۷، سیاستمدار، فعال سیاسی و دیپلمات اهل ایتالیا.

### ۹
- لوییس سوارز میرامونتس، ۸۸، بازیکن فوتبال اهل اسپانیا.

### ۱۰
- احمدرضا احمدی، ۸۳، شاعر و نویسندهٔ اهل ایران.

### ۱۱
- میلان کوندرا، ۹۴، نویسندهٔ اهل جمهوری چک.
- ر. اعتمادی، ۸۹،  نویسندهٔ اهل ایران.
- فاضل نجف‌اف، ۸۸، نقاش و مجسمه‌ساز اهل آذربایجان.

### ۱۳
- علی محمد اشکبوس، ۷۸، دوبلور اهل ایران.

### ۱۷
- رابرت بودزینسکی، ۸۳، بازیکن و مربی فوتبال اهل فرانسه.

### ۱۸
- مایک هلاول، ۸۵، بازیکن فوتبال اهل انگلستان.

### ۱۹
- جواد بازیاران، ۸۷، دوبلور اهل ایران.
- آنیتا کری، ۷۵، بازیگر اهل بریتانیا.

### ۲۰
- رشید صفر، ۸۹، سیاستمدار اهل تونس.

### ۲۱
- تونی بنت، ۹۶، خوانندهٔ اهل ایالات متحده آمریکا.

### ۲۳
- پاملا بلر، ۷۳، بازیگر و مدل اهل ایالات متحده آمریکا.

### ۲۶
- ژان ژاک هونورات، ۹۲، سیاستمدار اهل هائیتی.

### ۲۸
- مارتین والزر، ۹۶، نویسندهٔ اهل آلمان.

### ۳۰
- خورخه دومینگز، ۶۴، بازیکن فوتبال اهل آرژانتین.

### ۳۱
- صورت حسین‌اف، ۶۴، سیاستمدار اهل جمهوری آذربایجان.

## اوت

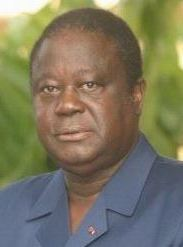
هنری کنان بدیه

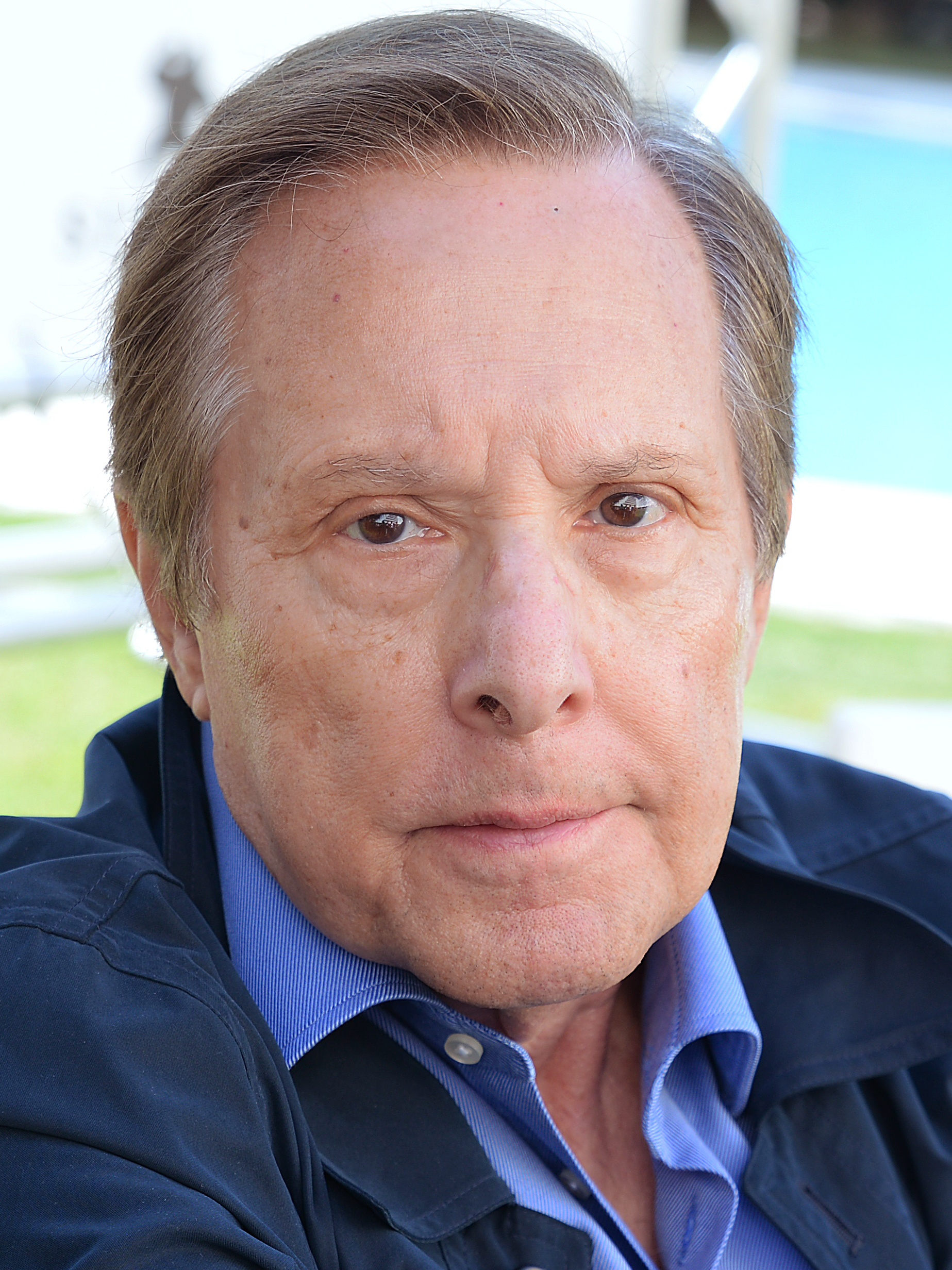
ویلیام فریدکین

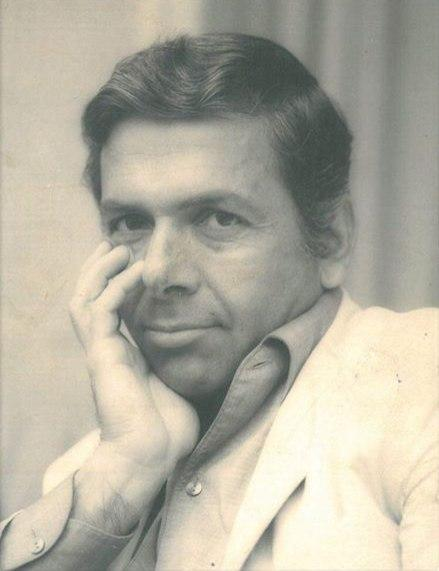
ابراهیم گلستان

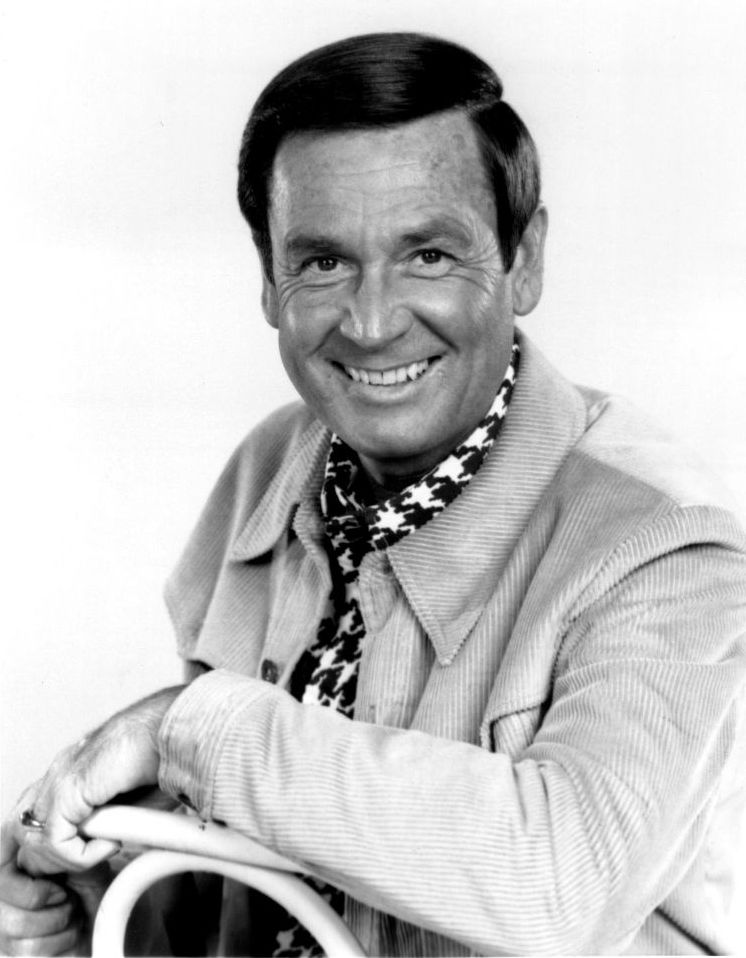
باب بارکر

### ۱
- هنری کنان بدیه، ۸۹، سیاستمدار و دیپلمات اهل ساحل عاج.
- بث پورتر، ۸۱، بازیگر اهل ایالات متحده آمریکا.
- اووه آدامسون، ۸۸، دوچرخه‌سوار اهل سوئد.

### ۲
- حمید منوچهری، ۸۱، دوبلور اهل ایران.

### ۴
- بونیفیس الکساندر ۸۷، سیاستمدار اهل هائیتی.

### ۷
- ویلیام فریدکین، ۸۷، کارگردان، تهیه‌کننده و فیلم‌نامه‌نویس اهل ایالات متحده آمریکا.

### ۸
- فدریکو بائامونتس، ۹۵، دوچرخه‌سوار اهل اسپانیا.

### ۱۰
- آنتونلا لوالدی، ۹۲، بازیگر اهل ایتالیا.

### ۱۶
- مایکل پارکینسون، ۸۸، مجری و خبرنگار اهل بریتانیا.

### ۱۷
- گیرمو تیمونر، ۹۷، ورزشکار دوچرخه‌سواری پیست اهل اسپانیا.
- میروسلاو بوشکوویچ، ۷۶، بازیکن فوتبال اهل یوگسلاوی.

### ۱۹
- ران سیفس جونز، ۶۶، بازیگر اهل ایالات متحده آمریکا.
- کارلو ماتزونه، ۸۶، بازیکن و مربی فوتبال اهل ایتالیا.
- جان وارناک، ۸۲، مهندس کامپیوتر اهل ایالات متحده آمریکا.

### ۲۲
- توتو کوتونیو، ۸۰، خواننده، آهنگساز و ترانه‌سرا اهل ایتالیا.
- کالیامپودی رئا، ۱۰۲، دانشمند اهل هند.
- تام کورتنی، ۹۰، دوندهٔ اهل ایالات متحده آمریکا.
- ابراهیم گلستان، ۱۰۰، نویسنده و کارگردان اهل ایران.

### ۲۳
- کالمان گرانسسری، ۷۸، بازیکن فوتبال اهل فرانسه.

### ۲۴
- آرلین سورکین، ۶۷، بازیگر اهل ایالات متحده آمریکا.

### ۲۶
- باب بارکر، ۹۹، مجری و بازیگر اهل ایالات متحده آمریکا.
- گلب پانفیلوف، ۸۹، کارگردان اهل روسیه.

### ۳۰
- یان یونگلوئد، ۸۲، بازیکن فوتبال اهل هلند.

### ۳۱
- گیل هانیکات، ۸۰، بازیگر و نویسندهٔ اهل ایالات متحده آمریکا.

## سپتامبر

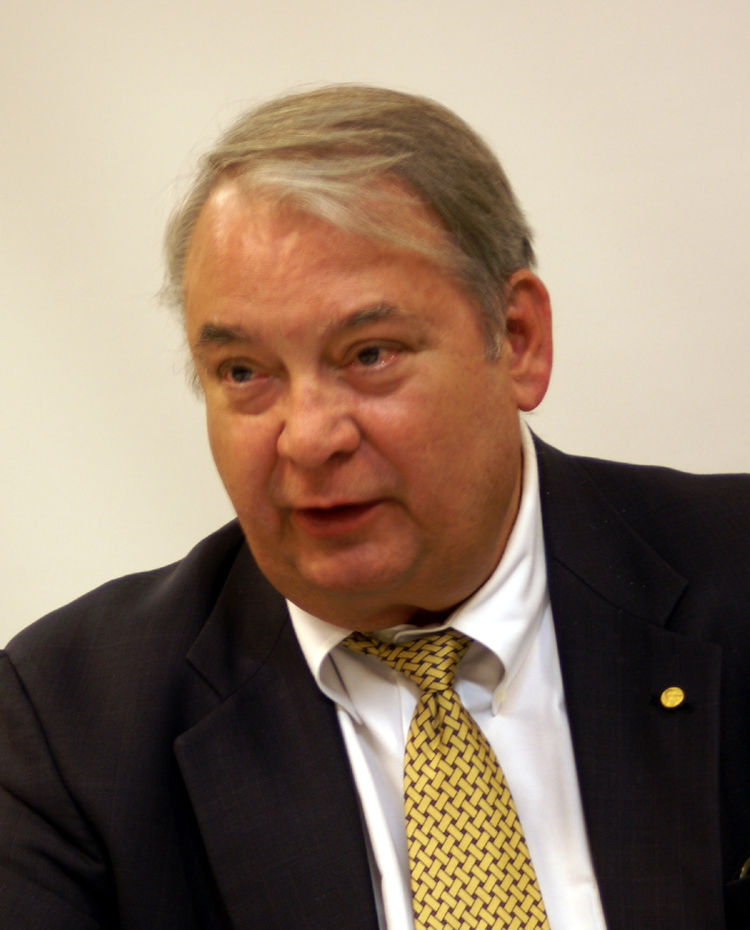
فرید مراد

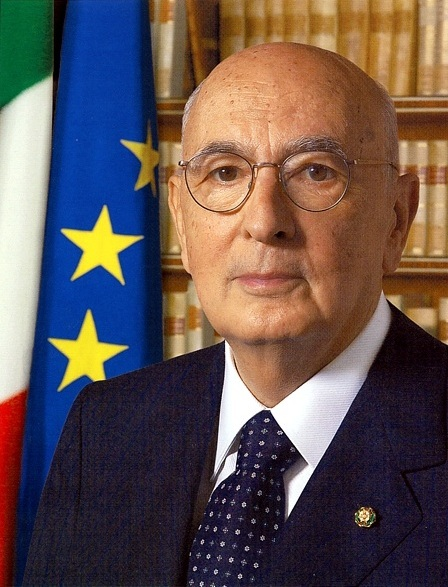
جورجو ناپولیتانو

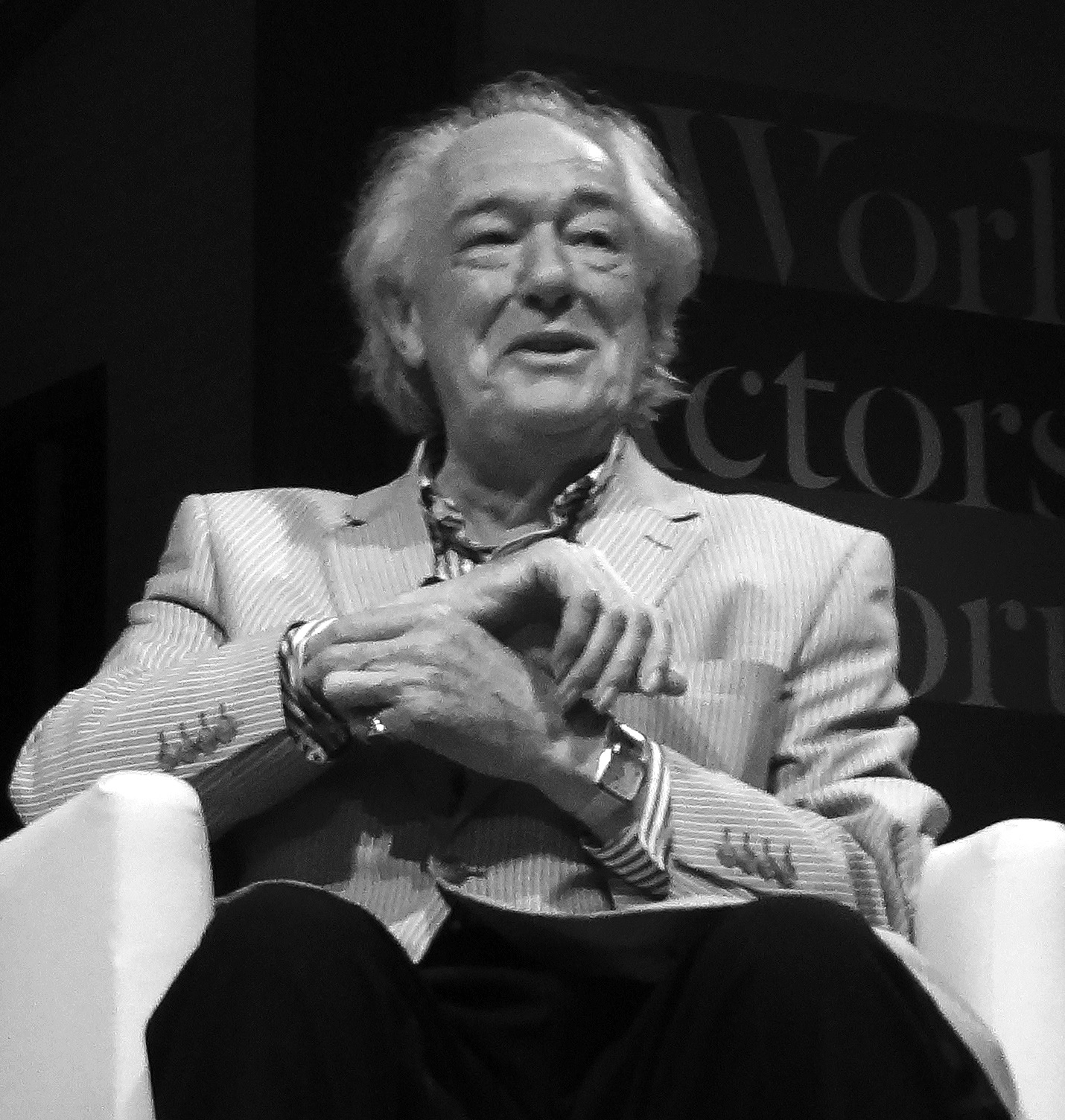
مایکل گمبون

### ۱
- بیل ریچاردسون، ۷۵، سیاستمدار اهل ایالات متحده آمریکا.

### ۲
- مرتضی پورصمدی، ۷۰، فیلمبردار اهل ایران.
- سلیف کیتا، ۷۶، بازیکن فوتبال اهل مالی.

### ۴
- فرید مراد، ۸۶، پزشک، داروشناس اهل ایالات متحده آمریکا و برندهٔ جایزهٔ نوبل پزشکی ۱۹۶۸.

### ۵
- محمدحسن رهنوردی، ۹۶، پزشک، سیاستمدار و کشتی‌گیر اهل ایران.

### ۶
- جولیانو مونتالدو، ۹۳، کارگردان اهل ایتالیا.

### ۹
- راینر تروپا، ۶۵، بازیکن فوتبال اهل آلمان شرقی.

### ۱۰
- ایان ویلموت، ۷۹، رویان‌شناس اهل بریتانیا.

### ۱۲
- دومینیک کولونا، ۹۵، بازیکن و مربی فوتبال اهل فرانسه.
- کورت رافلاوب، ۸۲، مورخ و استاد دانشگاه اهل سوئیس.

### ۱۳
- میرچا سنگور، ۸۳، سیاستمدار اهل مولداوی.

### ۱۵
- فرناندو بوترو، ۹۱، نقاش فیگوراتیو و مجسمه‌ساز اهل کلمبیا.
- بیلی میلر، ۴۳، بازیگر اهل ایالات متحده آمریکا.
- فرانکو میلیاچی، ۹۲، موسیقی‌دان، ترانه‌سرا، تهیه‌کنندهٔ موسیقی و بازیگر اهل ایتالیا.

### ۱۶
- عبدالعاطی العبیدی، ۸۳، دیپلمات و سیاستمدار اهل لیبی.

### ۱۹
- آرش میراحمدی، ۵۲، بازیگر اهل ایران.
- سورینو لوژودیس، ۸۹، بازیکن فوتبال اهل ایتالیا.
- جیانی واتیمو، ۸۷، نویسنده، فیلسوف و سیاستمدار اهل ایتالیا.

### ۲۰
- مدی کیوزاک، ۲۷، بازیکن فوتبال اهل انگلستان.

### ۲۲
- جورجو ناپولیتانو، ۹۸، سیاستمدار اهل ایتالیا.
- جووانی لودتی، ۸۱، بازیکن فوتبال اهل ایتالیا.
- شرار حیدر، ۵۲، بازیکن فوتبال اهل عراق.

### ۲۵
- دیوید مک‌کالوم، ۹۰، بازیگر و موسیقی‌دان اهل بریتانیا.

### ۲۷
- مایکل گمبون، ۸۲، بازیگر ایرلندی-انگلیسی.

### ۲۹
- داین فاینستاین، ۹۰، سیاستمدار اهل ایالات متحده آمریکا.

## اکتبر

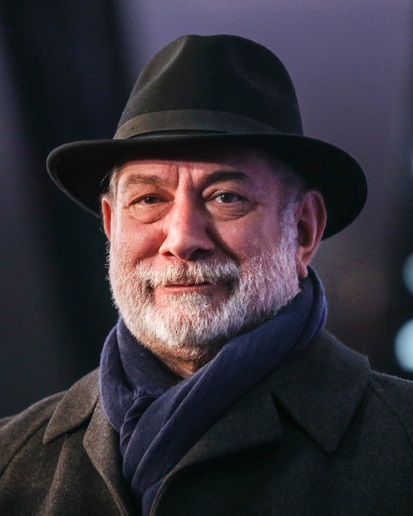
آتیلا پسیانی

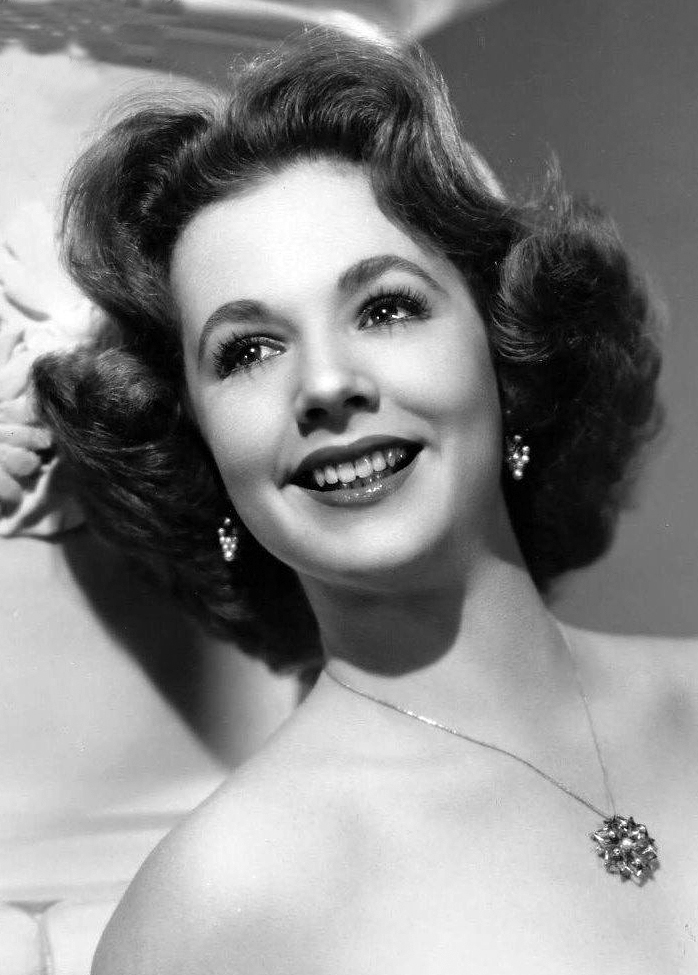
پایپر لوری

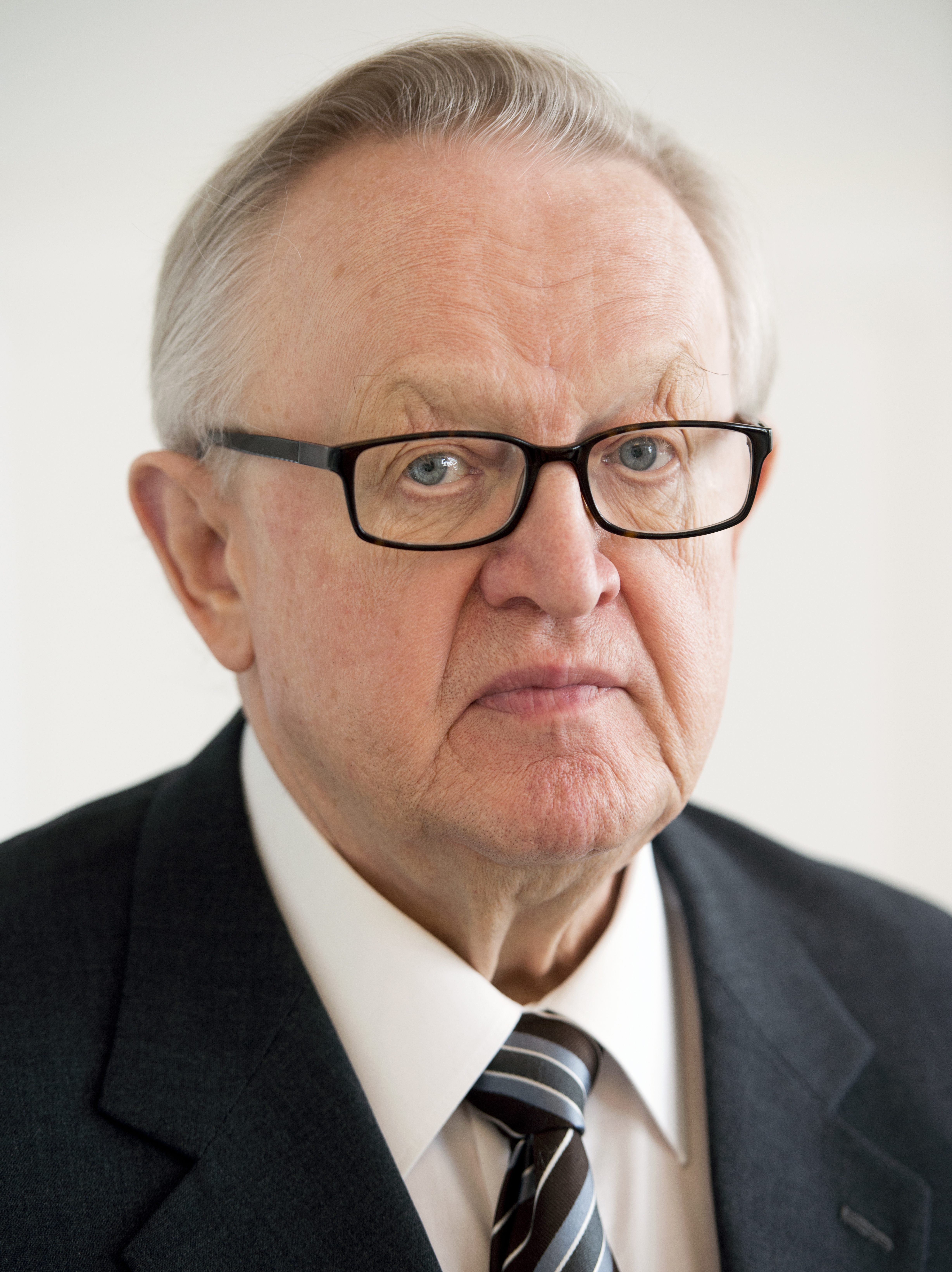
مارتی آهتیساری

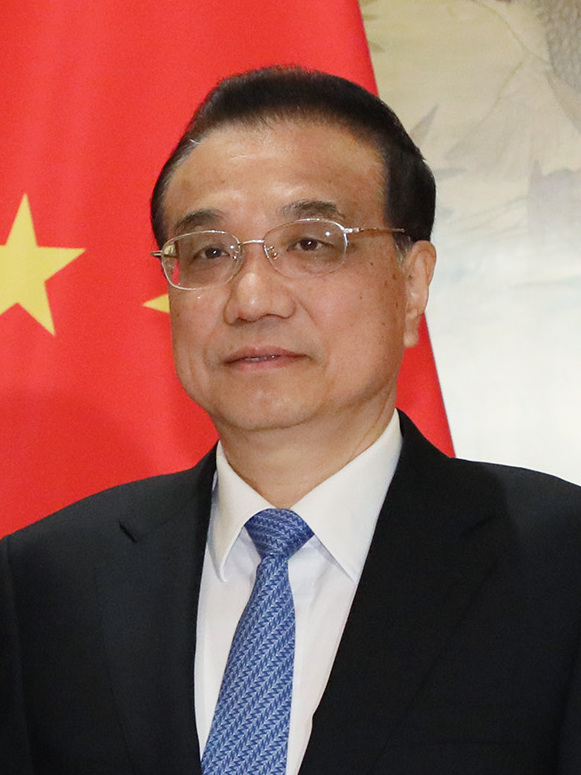
لی که چیانگ

### ۱
- فردوس کاویانی، ۸۲، بازیگر اهل ایران.

### ۲
- فرانسیس لی، ۷۹، بازیکن فوتبال اهل انگلستان.

### ۳
- پاتریس لکرنو، ۶۵، مربی و بازیکن فوتبال اهل فرانسه.

### ۶
- آتیلا پسیانی، ۶۶، بازیگر و کارگردان اهل ایران.

### ۷
- معروف البخیت، ۷۶، سیاستمدار اهل اردن.

### ۸
- لاسلو شویوم، ۸۱، سیاستمدار اهل مجارستان.
- برت یانگ، ۸۳، بازیگر، نویسنده و نقاش اهل ایالات متحده آمریکا.
- ژرار فنوی، ۷۸، دوندهٔ دو سرعت اهل فرانسه.

### ۱۱
- لارا پارکر، ۸۴، بازیگر اهل ایالات متحده آمریکا.

### ۱۲
- میرشمس‌الدین ادیب‌سلطانی، ۹۲، نویسنده و پزشک اهل ایران.

### ۱۳
- هیوبرت ریوس، ۹۱، اخترفیزیکدان اهل کانادا.
- لوئیز گلیک، ۸۰، شاعر اهل ایالات متحده آمریکا و برندهٔ جایزهٔ نوبل ادبیات ۲۰۲۰.

### ۱۴
- پایپر لوری، ۹۱، بازیگر اهل ایالات متحده آمریکا.
- داریوش مهرجویی، ۸۳، کارگردان و نویسندهٔ اهل ایران.

### ۱۵
- سوزان سامرس، ۷۶، بازیگر اهل ایالات متحده آمریکا.

### ۱۶
- مارتی آهتیساری، ۸۶، سیاستمدار اهل فنلاند و برندهٔ جایزهٔ صلح نوبل ۲۰۰۸.
- استیون ویزبرگ، ۶۸، تدوین‌گر فیلم اهل ایالات متحده آمریکا.

### ۱۷
- کارلا بلی، ۸۷، آهنگساز، پیانیست و رهبر ارکستر اهل ایالات متحده آمریکا.

### ۱۸
- اکبر قدمی، ۷۲، بازیگر اهل ایران.

### ۲۱
- بیل هایدن، ۹۰، دیپلمات و سیاستمدار اهل استرالیا.
- بابی چارلتون، ۸۶، بازیکن فوتبال اهل انگلستان.

### ۲۷
- لی که چیانگ، ۶۸، سیاستمدار اهل چین.

### ۳۱
- المار وپر، ۷۹، بازیگر و صدا پیشهٔ اهل آلمان.
- کن متینگلی، ۸۷، فضانورد اهل ایالات متحده آمریکا.

## نوامبر

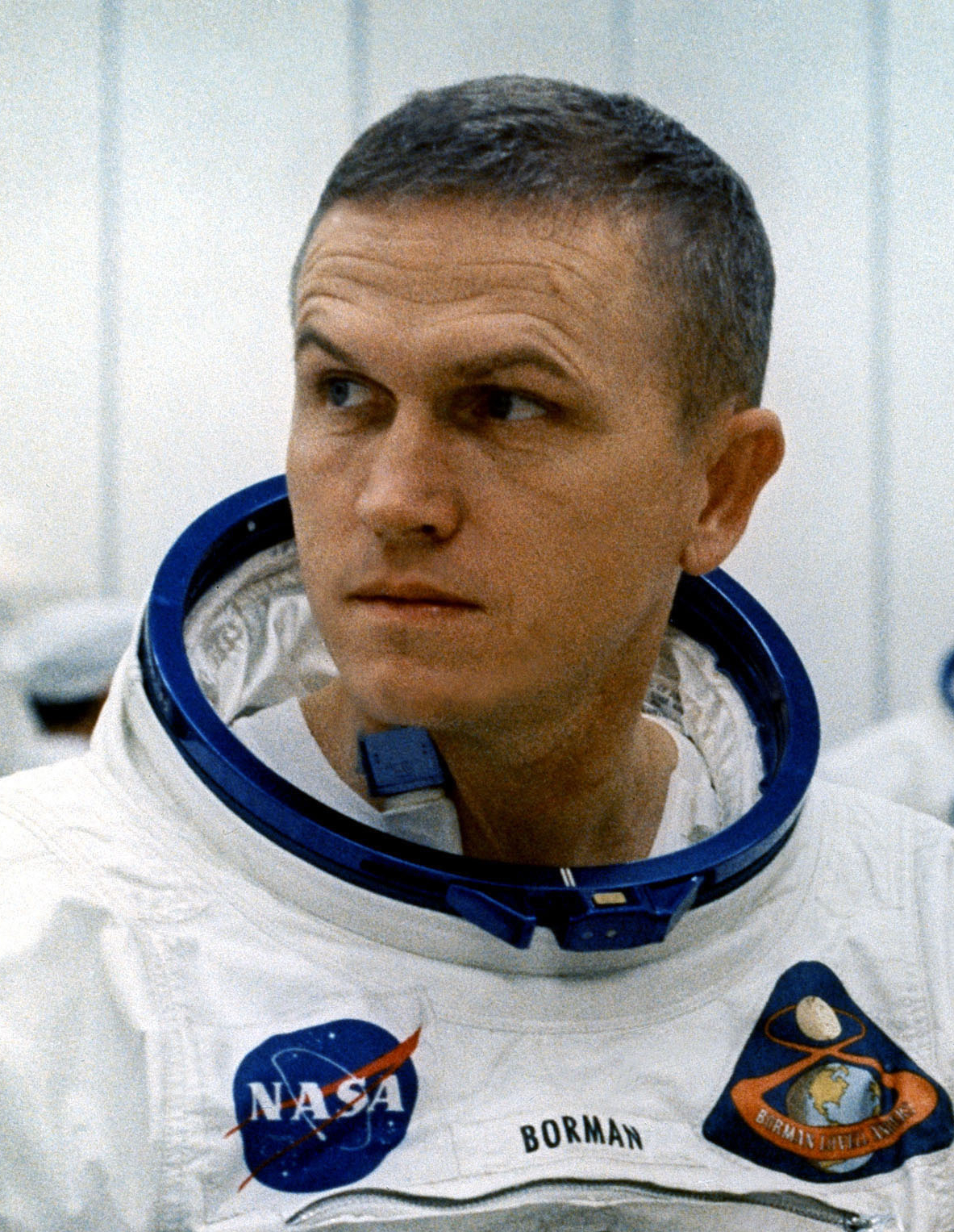
فرانک بورمن

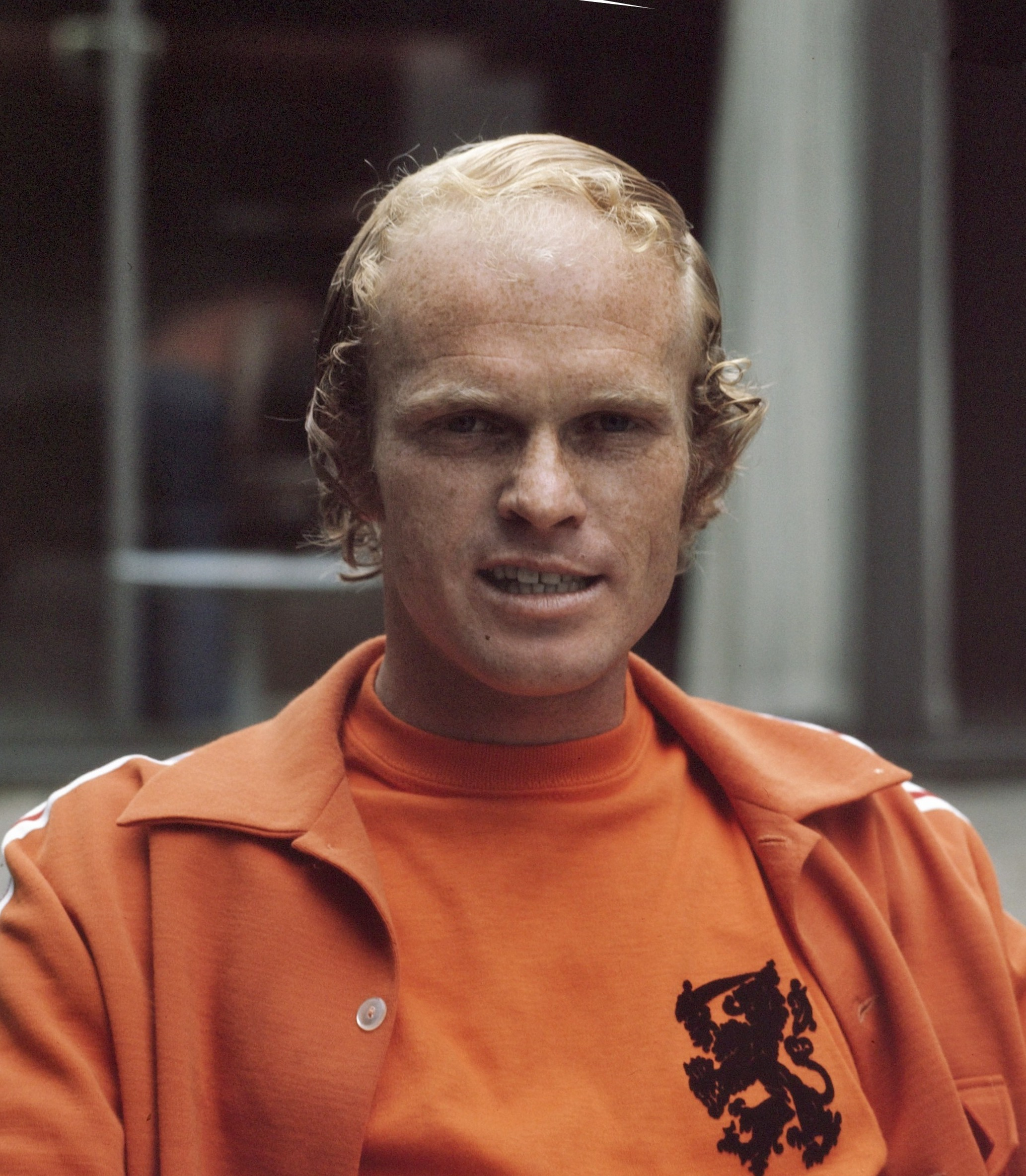
رود ژیلس

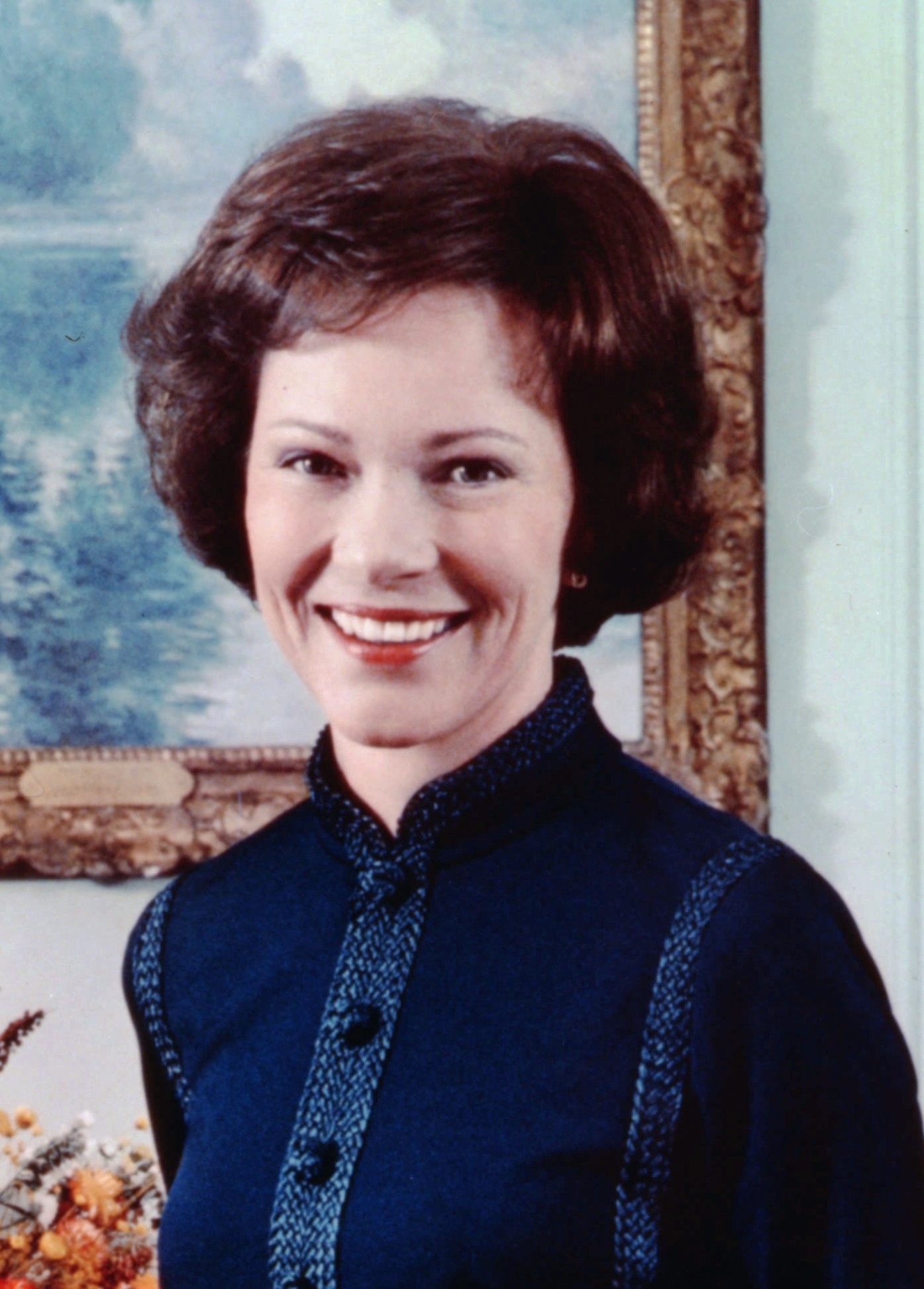
روزالین کارتر

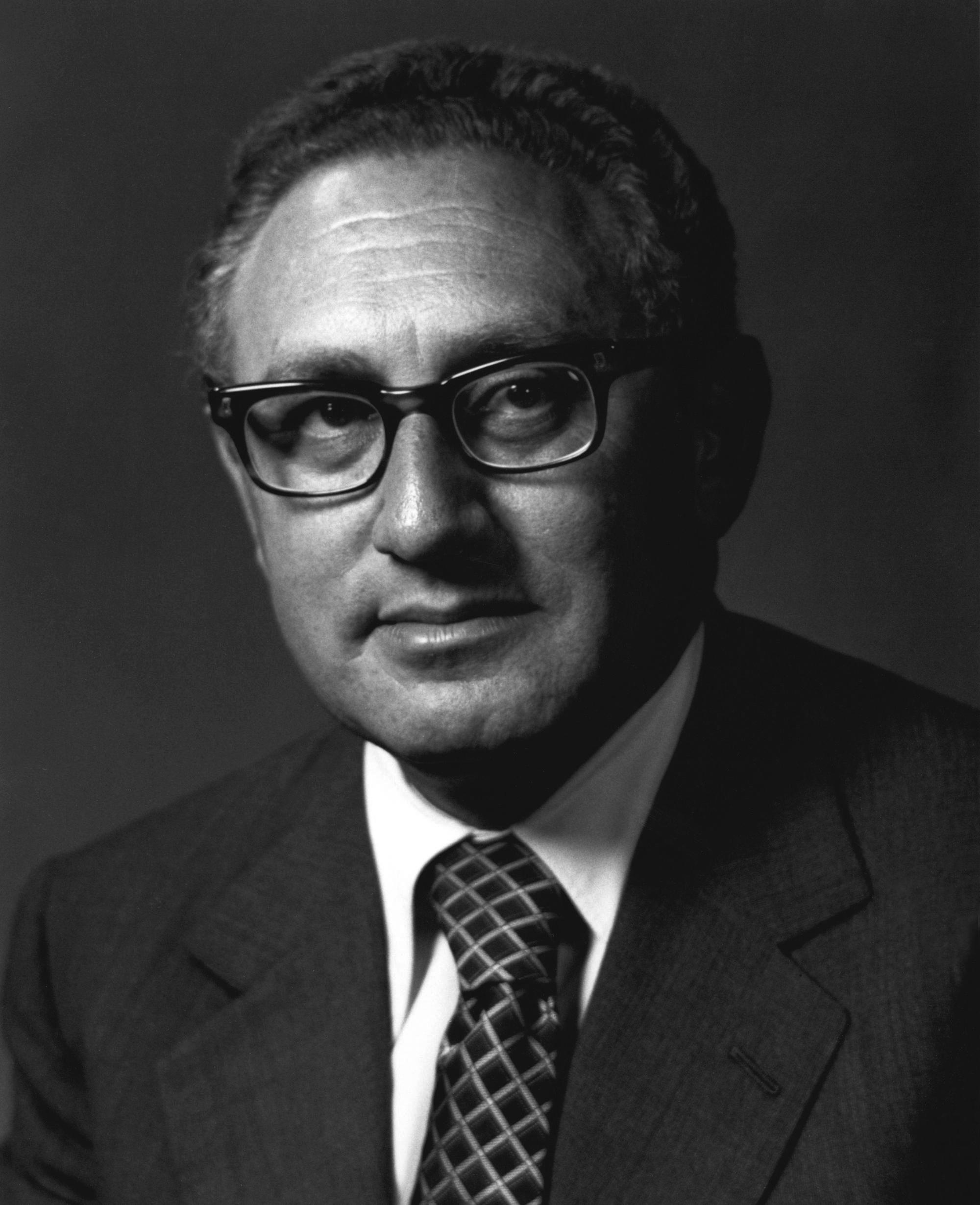
هنری کیسینجر

### ۲
- هنری لوپز، ۸۶، سیاستمدار اهل جمهوری کنگو.

### ۴
- اکبر گلپایگانی، ۸۹، خوانندهٔ اهل ایران.

### ۵
- ایوان الینگسون، ۳۵، بازیگر اهل ایالات متحده آمریکا.

### ۶
- آنتونی مارتی، ۶۰، سیاستمدار اهل آندورا.

### ۷
- فرانک بورمن، ۹۵، فضانورد اهل ایالات متحده آمریکا.

### ۱۲
- رحیم حسینوف، ۸۷، سیاستمدار اهل جمهوری آذربایجان.

### ۱۵
- اولگس آنتروپوفس، ۷۵، بازیکن والیبال لتونیایی‌تبار اهل اتحاد جماهیر شوروی.

### ۱۷
- گوهر ایوب خان، ۸۶، سیاستمدار اهل پاکستان.

### ۱۸
- رود ژیلس، ۷۵، بازیکن فوتبال اهل هلند.

### ۱۹
- روزالین کارتر، ۹۶، بانوی اول ایالات متحده آمریکا و همسر جیمی کارتر.

### ۲۱
- لوتار بوخمن، ۸۷، بازیکن فوتبال اهل آلمان.

### ۲۲
- مایک بیکل، ۷۹، بازیکن فوتبال اهل بریتانیا.

### ۲۳
- رنا هارتنر، ۵۰، بازیگر و خوانندهٔ اهل رومانی.

### ۲۵
- تری ونبلز، ۸۰، بازیکن و مربی فوتبال اهل انگلستان.
- بیتا فرهی، ۶۵، بازیگر اهل ایران.

### ۲۶
- رودی اینسانالی، ۸۷، سیاستمدار اهل گویان.

### ۲۷
- فرنسیس استرنهیگن، ۹۳، بازیگر اهل ایالات متحده آمریکا.
- پروانه معصومی، ۷۸، بازیگر اهل ایران.

### ۲۹
- هنری کیسینجر، ۱۰۰، سیاستمدار و دیپلمات آلمانی-آمریکایی و برندهٔ جایزهٔ صلح نوبل ۱۹۷۳.

## دسامبر

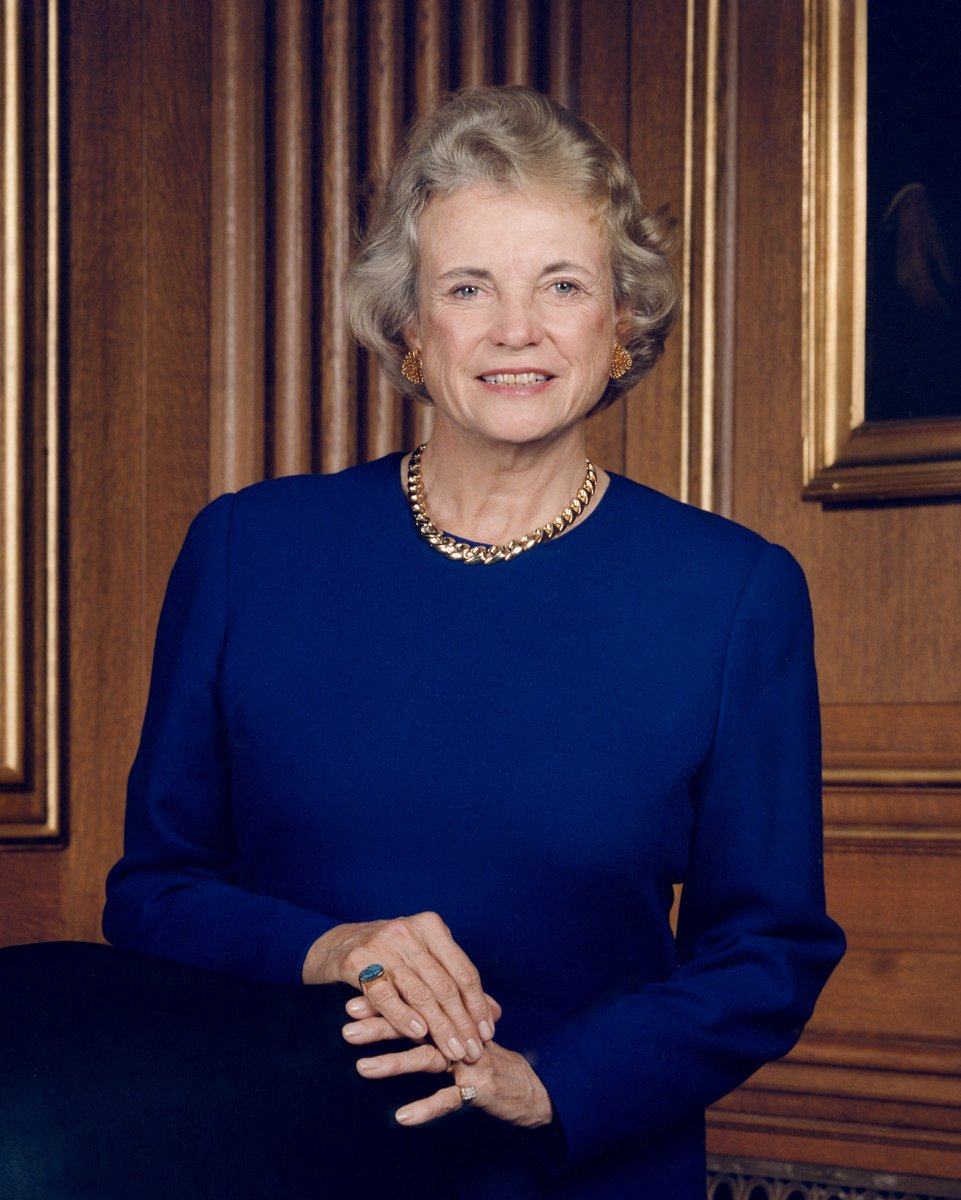
سندرا دی اوکانر

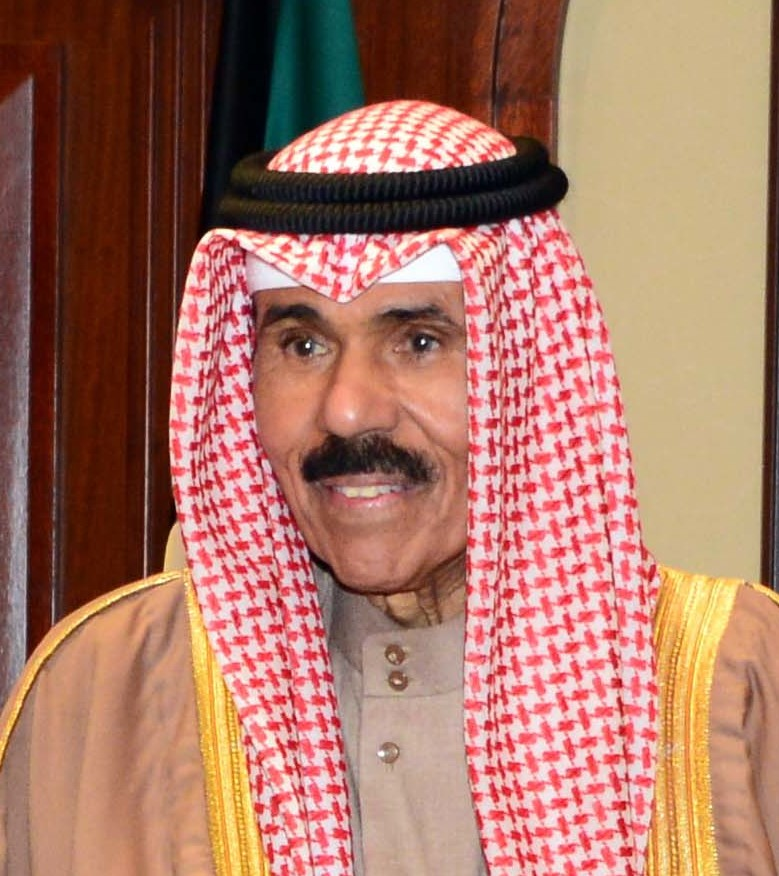
نواف احمد جابر الصباح

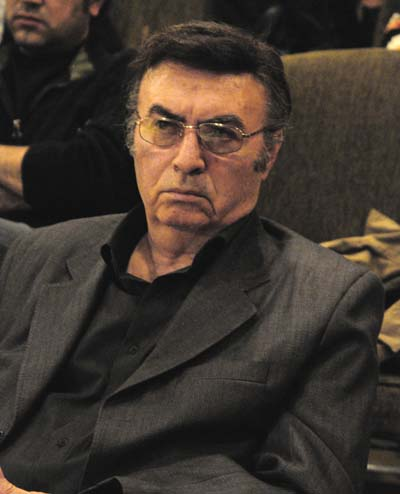
ناصر طهماسب

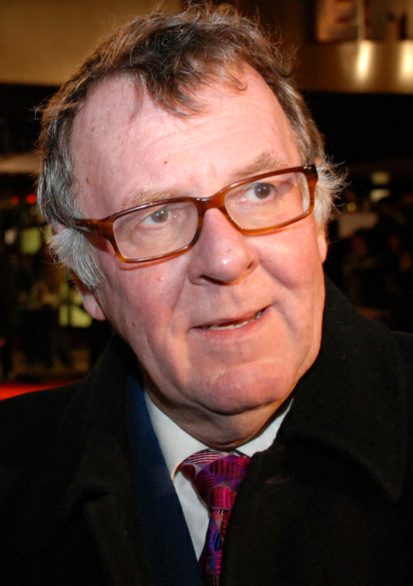
تام ویلکینسون

### ۱
- سندرا دی اوکانر، ۹۳، قاضی اهل ایالات متحده آمریکا.
- بریجیت فورسایت، ۸۳، بازیگر اهل ایالات متحده آمریکا.

### ۲
- فوستن تواجیرامونجو، ۷۸، سیاستمدار اهل رواندا.
- شاهرخ شاهید، ۷۴، خوانندهٔ اهل ایران.
- کنچا بلاسکو، ۸۴، بازیگر و خوانندهٔ اهل اسپانیا.

### ۳
- ادریسا ترائوره، ۸۰، بازیکن و مربی فوتبال اهل بورکینافاسو.

### ۵
- نورمن لیر، ۱۰۱، فیلم‌نامه‌نویس و تهیه‌کنندهٔ اهل ایالات متحده آمریکا.

### ۶
- ماریسا پاوان، ۹۱، بازیگر اهل ایتالیا.
- جک هوگن، ۹۴، بازیگر اهل ایالات متحده آمریکا.
- میروسواوا کرایفسکا، ۸۳، بازیگر اهل لهستان.

### ۸
- رایان اونیل، ۸۲، بازیگر اهل ایالات متحده آمریکا.

### ۹
- والتر لیسر، ۹۲، ورزشکار روئینگ اهل سوئیس.

### ۱۱
- کتی چو، ۵۷، بازیگر و خوانندهٔ اهل هنگ کنگ.
- آندره بروگر، ۶۱، بازیگر اهل ایالات متحده آمریکا.
- پائولین اوبامه-نگویما، ۸۸، سیاستمدار اهل گابن.
- فردیناند کلر، ۷۷، بازیکن فوتبال اهل آلمان.
- شوجی آبه، ۷۴، تهیه‌کنندهٔ اهل ژاپن.

### ۱۳
- آنتونیو جولیانو، ۸۰، بازیکن فوتبال اهل ایتالیا.
- ولفگانگ گلوک، ۹۴، کارگردان اهل اتریش.
- زوفیا مرل، ۸۵، بازیگر اهل لهستان.

### ۱۵
- گی مرشان، ۸۶، بازیگر و خوانندهٔ اهل فرانسه.
- استیو هالیول، ۷۷، بازیگر اهل بریتانیا.
- هانس سلاندر، ۷۹، بازیکن فوتبال اهل سوئد.

### ۱۶
- آنتونیو نگری، ۹۰، فیلسوف و سیاستمدار اهل ایتالیا.
- نواف احمد جابر الصباح، ۸۶، ششمین امیر کویت.
- سباستیانو لو موناکو، ۶۵، بازیگر اهل ایتالیا.

### ۱۷
- اوتار یوسلیانی، ۸۹، کارگردان گرجستانی اهل فرانسه.

### ۱۸
- بو لارشون، ۷۹، بازیکن فوتبال اهل سوئد.
- توران مهرزاد، ۹۳، بازیگر و دوبلور اهل ایران.

### ۱۹
- اندی کلمنتس، ۶۸، بازیکن فوتبال اهل بریتانیا.

### ۲۱
- رابرت سولو، ۹۹، اقتصاددان اهل ایالات متحده آمریکا و برندهٔ جایزهٔ نوبل در اقتصاد ۱۹۸۷.

### ۲۲
- ناصر طهماسب، ۸۴، دوبلور و بازیگر اهل ایران.
- دیماس فیلگیراس، ۷۹، بازیکن فوتبال اهل برزیل.

### ۲۴
- کمر د لس ریس، ۵۶، بازیگر اهل پورتوریکو.
- دیوید لیلند، ۸۲، بازیگر و کارگردان اهل ایالات متحده آمریکا.
- ملیکا محمدی، ۲۳، بازیکن فوتبال اهل ایران.
- ریچارد فرانکلین، ۸۷، بازیگر اهل بریتانیا.

### ۲۵
- آلن لوریه، ۷۹، بازیکن و مربی فوتبال اهل فرانسه.

### ۲۶
- تام اسموترس، ۸۶، بازیگر و موسیقی‌دان اهل ایالات متحده آمریکا.
- ولفگانگ شویبله، ۸۱، سیاستمدار اهل آلمان.

### ۲۷
- لی سون کیون، ۴۸، بازیگر اهل کره جنوبی.
- ژاک دولور، ۹۸، سیاستمدار و اقتصاددان اهل فرانسه.

### ۲۸
- شهرالدین عبدالله، ۷۵، بازیکن فوتبال اهل مالزی.

### ۲۹
- مایکل هاردی بویز، ۹۲، سیاستمدار اهل نیوزیلند.
- مائوریس هاینس، ۸۰، بازیگر، کارگردان و خوانندهٔ اهل ایالات متحده آمریکا.

### ۳۰
- تام ویلکینسون، ۷۵، بازیگر اهل انگلستان.

### ۳۱
- آنا اوفلیا مورگویا، ۹۰، بازیگر اهل مکزیک.
- شکی گرینه، ۹۷، بازیگر اهل ایالات متحده آمریکا.
- امیربانو کریمی، ۹۲، استاد ادبیات فارسی اهل ایران.